# Saint-Josse (Pas-de-Calais)
Pour les articles homonymes, voir Saint-Josse.
Saint-Josse, parfois appelée Saint-Josse-sur-Mer, est une commune française située dans le département du Pas-de-Calais en région Hauts-de-France. Ses habitants sont appelés les Judossiens. La commune est membre de la communauté d'agglomération des Deux Baies en Montreuillois. La commune fait partie de la région naturelle du Marquenterre.
La commune de Saint-Josse est située dans le sud-ouest du département du Pas-de-Calais, à 8 km à l'ouest de la commune de Montreuil-sur-Mer. C’est une commune de type commune rurale à habitat dispersé avec une population de 1 055 habitants au dernier recensement de 2022, elle a connu un pic de population en 2011 avec 1 184 habitants.
Sur le plan des milieux naturels et de la biodiversité, le territoire communal est riche de deux espaces protégés et gérés, de sept ZNIEFF et trois sites Natura 2000.
Saint-Josse est connue pour son pèlerinage de renommée séculaire. Une procession a lieu, chaque année, le mardi de la Pentecôte.

## Géographie

### Localisation
Localisée dans le sud-ouest du département du Pas-de-Calais dans un relief assez vallonné, Saint-Josse est une commune bordée, au nord, par la Canche et située, à vol d'oiseau, à 6 km des plages de la Côte d'Opale, à 8 km au nord-est de la commune de Berck (aire d'attraction) et à 8 km à l'ouest de la commune de Montreuil-sur-Mer (chef-lieu d'arrondissement). La mer qui était au pied du village actuel du IVe siècle au VIIe siècle en est maintenant distante de 6 km.
Le territoire de la commune est limitrophe de ceux de huit communes.
Les communes limitrophes sont Étaples, Bréxent-Énocq, La Calotterie, Cucq, Merlimont, Saint-Aubin, Sorrus et Tubersent.

### Géologie et relief

#### Superficie
La superficie de la commune est de 21,10 km2 ; son altitude varie de 2  à   64 mètres.

#### Géologie
La commune est située au nord de la région géologique du bassin parisien.
Les terrains affleurants du territoire de la commune de Saint-Josse peuvent se distinguer en deux parties : la partie haute, de 10  à   64 mètres d’altitude, comprenant le village de Saint-Josse, le bois de Saint-Josse et le hameau du Moulinel, qui est constituée d’alluvions fluviatiles anciennes comprenant cailloutis de silex, sables et graviers (Pléistocène), puis des sables de Saint-Josse et d’argiles de Saint-Aubin (Éocène) et enfin de craie blanche à silex (Crétacé) ; la deuxième partie, plus basse, entre 5  et   10 mètres d'altitude, située à l’ouest et au nord-ouest du village, est constituée de limons des plateaux (Holocène), comme sur une partie du hameau de Capelle, de restes de cordons littoraux et pouliers (Pléistocène), comprenant des galets et du silex, comme au hameau de Villiers, et enfin, la partie la plus à l’ouest et la plus au nord du territoire, de sédiments de colmatage marin endigués ou déposés à l'abri des cordons littoraux et des dunes (Holocène),.

#### Hydrogéologie (eaux souterraines)
En dehors de quelques sources dans les recouvrements récents ou tertiaires, toutes les eaux proviennent de la craie. Les principales sources, au nord de la Canche, viennent de la surface des marnes turoniennes. En gagnant vers le Sud, c'est-à-dire vers la Somme, le niveau de la nappe aquifère s'élève un peu dans la craie.
Les rivières suivent la pente générale du sol et des couches crayeuses. Elles ont leur talweg presque au niveau du toit des marnes turoniennes, aussi les sources jalonnent-elles leurs cours. Vers la Canche, lorsque les pendages diminuent, ces rivières passent de la craie turonienne sur la craie sénonienne. Au lieu de recevoir des sources, elles s'étendent dans la nappe aquifère. En même temps, la vallée s'élargit et la rivière perd son eau au profit de la rivière cachée.

#### Les bas-Champs
La zone humide arrière littorale appelée bas champs (4 à 5 mètres d’altitude) occupent une bande étroite, d’est en ouest, de 3 kilomètres et, du nord au sud, de 15 kilomètres, essentiellement situés entre Canche et Authie, bien que l’on trouve une étroite zone humide à l’arrière des dunes du nord d’Étaples. Ces marais arrières-littoraux font partie des deux vallées fluviales , comme au niveau de la Canche avec une importante zone humide entre Étaples et Montreuil-sur-Mer. Elles recueillent les eaux des collines de l’est, résurgences de la nappe de la craie. Ces eaux trouvent leur chemin entre les dunes infranchissables et les falaises fossiles, et qui, comme la grande Tringue et la petite Tringue, vont se jeter dans la Canche. Ces zones humides et marais constituent une zone de nourrissage pour les oiseaux migrateurs utilisant le rail littoral, comme les marais de Balençon.
La commune de Saint-Josse, sur sa partie ouest, avec le marais de Cucq-Villiers et les prairies humides de la Grande Tringue, est située le long de ces bas champs.

### Hydrographie
La commune, située dans le bassin Artois-Picardie, est, selon le Service d'administration nationale des données et référentiels sur l'eau (Sandre), drainée par 20 cours d'eau :
- la Canche, d'une longueur de 100,22 km, qui prend sa source dans la commune de Gouy-en-Ternois et se jette dans la Manche entre Étaples et Le Touquet-Paris-Plage[7] ;
- la Grande Tringue, d'une longueur de 12,77 km qui prend sa source dans la commune d'Airon-Saint-Vaast et termine sa course dans la Canche[8] ;
- la Petite Tringue, d'une longueur de 7,3 km qui prend sa source dans la commune d'Airon-Notre-Dame et se jette, dans la commune de Cucq, dans la Grande Tringue, affluent de la Canche[9] ;
- la tringue des épinettes, d'une longueur de 0,24 km qui prend sa source dans la commune et se jette dans la Canche au niveau de la commune d'Étaples[10] ;
- la Tringue des Epinettes, d'une longueur de 4,88 km qui prend sa source dans la commune et se jette dans la Canche au niveau de la commune d'Étaples[11] ;
- la tringue des épinettes (2), d'une longueur de 0,15 km qui prend sa source dans la commune et se jette dans la Tringue des Epinettes au niveau de la commune[12] ;
- le bras d'or, d'une longueur de 4,09 km qui prend sa source dans la commune de Merlimont et se jette dans la Grande Tringue au niveau de la commune[13] ;
- la tringue de la petite écluse, d'une longueur de 1,29 km qui prend sa source dans la commune de Cucq et se jette dans la Grande Tringue au niveau de la commune de Cucq[14] ;
- le Marais de la Canche Amont, d'une longueur de 1,77 km qui prend sa source dans la commune et se jette dans la Canche[15] ;
- le Ferme d'Hilbert, d'une longueur de 0,51 km qui prend sa source dans la commune et se jette dans la Canche[16] ;
- la Tringue des Bas-Champs de l'Amont, d'une longueur de 1,36 km qui prend sa source dans la commune et se jette dans un cours d'eau au toponyme hydrographique inconnu au niveau de la commune[17] ;

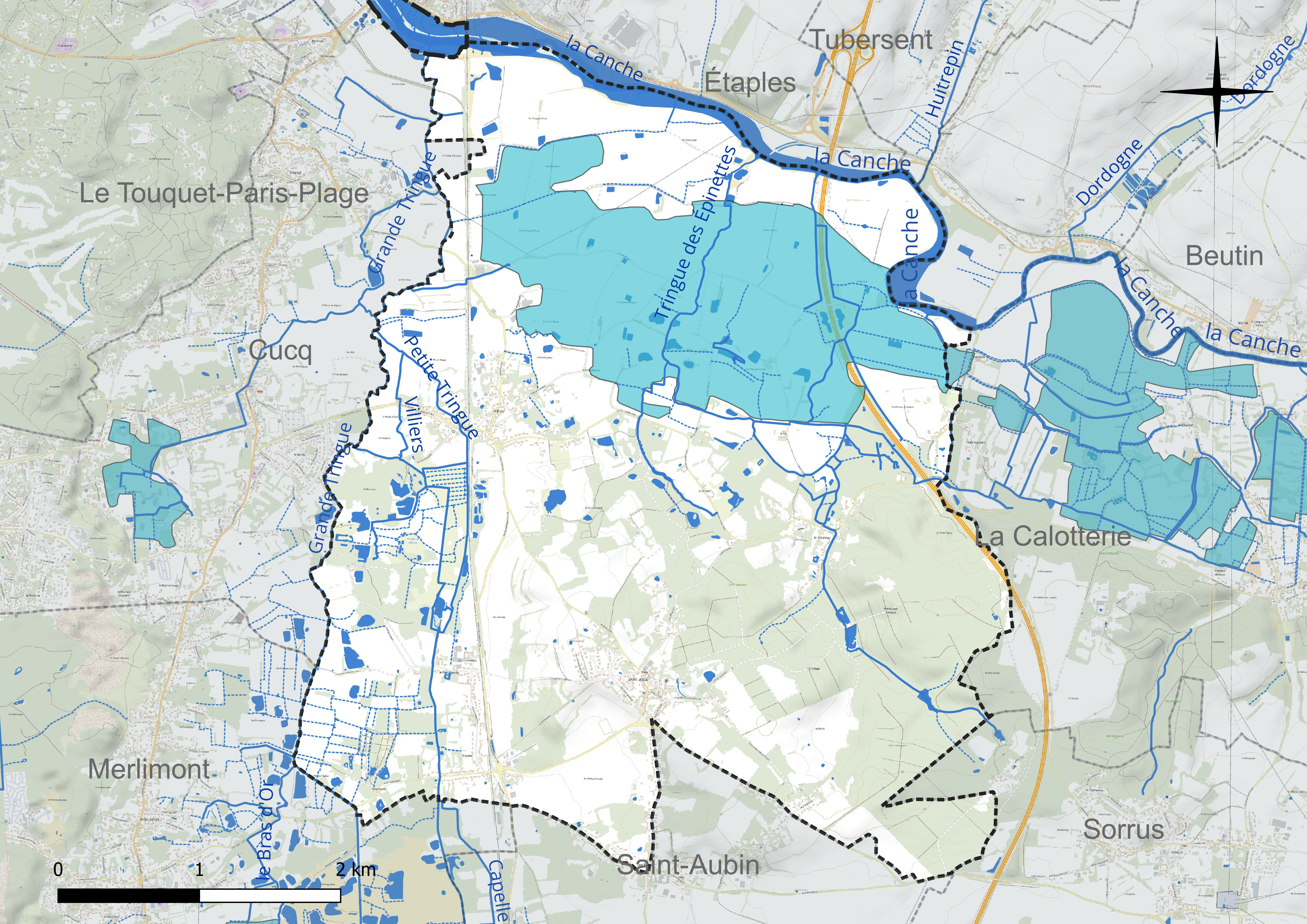
Réseau hydrographique de Saint-Josse.

- le Marais de la Canche Aval, d'une longueur de 0,2 km qui prend sa source dans la commune et se jette dans la Grande Tringue au niveau de la commune de Cucq[18] ;
- le Capelle, d'une longueur de 1,29 km qui prend sa source dans la commune de Merlimont et se jette dans la Petite Tringue au niveau de la commune[19] ;
- le Villiers, d'une longueur de 2,1 km qui prend sa source dans la commune et se jette dans la Petite Tringue au niveau de la commune[20].

Ainsi que six cours d'eau au toponyme hydrographique inconnu,,,,.

### Climat
Pour des articles plus généraux, voir Climat des Hauts-de-France et Climat du Nord-Pas-de-Calais.
En 2010, le climat de la commune est de type climat océanique franc, selon une étude du CNRS s'appuyant sur une série de données couvrant la période 1971-2000. En 2020, Météo-France publie une typologie des climats de la France métropolitaine dans laquelle la commune est exposée à un climat océanique et est dans la région climatique Côtes de la Manche orientale, caractérisée par un faible ensoleillement (1 550 h/an) ; forte humidité de l’air (plus de 20 h/jour avec humidité relative > 80 % en hiver), vents forts fréquents.
Pour la période 1971-2000, la température annuelle moyenne est de 10,3 °C, avec une amplitude thermique annuelle de 12,8 °C. Le cumul annuel moyen de précipitations est de 824 mm, avec 12,8 jours de précipitations en janvier et 8,4 jours en juillet. Pour la période 1991-2020, la température moyenne annuelle observée sur la station météorologique la plus proche, située sur la commune du Touquet-Paris-Plage à 8 km à vol d'oiseau, est de 11,2 °C et le cumul annuel moyen de précipitations est de 888,8 mm,. Pour l'avenir, les paramètres climatiques de la commune estimés pour 2050 selon différents scénarios d'émission de gaz à effet de serre sont consultables sur un site dédié publié par Météo-France en novembre 2022.

### Paysages
Pour un article plus général, voir Paysage en France.
La commune est située à la jonction de trois paysages tel que définis dans l’atlas des paysages de la région Nord-Pas-de-Calais, conçu par la direction régionale de l'Environnement, de l'Aménagement et du Logement (DREAL), :
- le « paysage montreuillois », qui concerne 98 communes, et qui se délimite : à l’Ouest par des falaises qui, avec le recul de la mer, ont donné naissance aux bas-champs ourlées de dunes ; au Nord par la boutonnière du Boulonnais ; au sud par le vaste plateau formé par la vallée de l’Authie, et à l’Est par les paysages du Ternois et de Haut-Artois. Ce paysage régional, avec, dans son axe central, la vallée de la Canche et ses nombreux affluents comme la Course, la Créquoise, la Planquette…, offre une alternance de vallées et de plateaux, appelée « ondulations montreuilloises ». Dans ce paysage, et plus particulièrement sur les plateaux, on cultive la betterave sucrière, le blé et le maïs, et les plateaux entre la Ternoise et la Créquoise sont couverts de vastes massifs forestiers comme la forêt d'Hesdin, les bois de Fressin, Sains-lès-Fressin, Créquy…[33] ;
- le « paysage du val d’Authie », qui concerne 83 communes, et qui se délimite : au sud, dans le département de la  Somme par le « paysage de l’Authie et du Ponthieu, dépendant de l’atlas des paysages de la Picardie et au nord et à l’est par les paysages du Montreuillois, du Ternois et les paysages des plateaux cambrésiens et artésiens. Le caractère frontalier de la vallée de l’Authie, aujourd’hui entre le Pas-de-Calais et la Somme, remonte au Moyen Âge où elle séparait le royaume de France du royaume d’Espagne, au nord.

Son coteau Nord est net et escarpé alors que le coteau Sud offre des pentes plus douces. À l’Ouest, le fleuve s’ouvre sur la baie d'Authie, typique de l’estuaire picard, et se jette dans la Manche. Avec son vaste estuaire et les paysages des bas-champs, la baie d’Authie contraste avec les paysages plus verdoyants en amont.
L’Authie, entaille profonde du plateau artésien, a créé des entités écopaysagères prononcées avec un plateau calcaire dont l’altitude varie de 100 à 163 m qui s’étend de chaque côté du fleuve. L’altitude du plateau décline depuis le pays de Doullens, à l'est (point culminant à 163 m), vers les bas-champs picards, à l'ouest (moins de 40 m). Le fond de la vallée de l’Authie, quant à lui, est recouvert d’alluvions et de tourbes. L’Authie est un fleuve côtier classé comme cours d'eau de première catégorie où le peuplement piscicole dominant est constitué de salmonidés. L’occupation des sols des paysages de la Vallée de l’Authie est composée pour 70 % en culture ;
- le « paysage des dunes et estuaires d’Opale », qui concerne 23 communes, s’étend le long de la côte sur environ 30 kilomètres, de la baie d’Authie à Équihen-Plage, et sur deux à quatre kilomètres de large. Les paysages des dunes et des estuaires cèdent la place aux abrupts des falaises, au niveau d’Equihen-Plage. Les dunes littorales se sont constituées récemment, depuis le Moyen Âge, et ont envahi le relief intérieur en constituant des dunes plaquées sur les falaises fossiles, spécificité locale. Les résurgences de sources au pied de ces falaises proviennent de la nappe de la craie et sont à l’origine de nombreux ruisseaux et zones humides dans les Bas-Champs, surtout visibles entre Étaples et Rang-du-Fliers.

Ce paysage des dunes et estuaires d’Opale est constitué : d’un peu plus de 40 % de dunes et de plages, dont 28 % d’espaces dunaires, dont certains sont boisés comme à Hardelot-Plage et au Touquet-Paris-Plage ; de 22 et 25 % au niveau de la baie d’Authie et des Bas Champs, Bas Champs majoritairement en prairies ; de 20 % par les communes et d’un peu plus de 5 % par les cours d’eau et les marais arrière-littoraux, entre Merlimont et Rang-du-Fliers, comme le marais de Balançon défini réseau Natura 2000.

### Milieux naturels et biodiversité
La commune fait partie de l'entité géomorphologique et écopaysagère dite « plateau de Sorrus Saint-Josse », qui date de l'ère tertiaire, aux milieux oligotrophes et acide abritant une flore particulière, rare voire menacée dans la région. Ces milieux jouent un rôle important pour la trame verte et bleue nationale, régionale et locale. Le milieu comparable à la lande de Sorrus (dont il ne reste que des reliques) le plus proche est le plateau d'Helfaut.

Un autre élément patrimonial remarquable de la commune est le marais de Villers, situé entre la vallée de l'Authie et la vallée de la Canche. Il est géré depuis 2000 par le Conservatoire d'espaces naturels (CEN) et il accueille plus de 180 espèces de plantes, pour la plupart dépendantes des zones humides, dont 30 menacées de disparition dans la région. Il fait partie du système de tourbières arrière-littorales lentement formées derrière le cordon dunaire.
C'est un milieu rare où l'on trouve des habitats naturels tels que marais, roselières, cariçaies, tremblants... qui abritent notamment la bécassine des marais, le busard des roseaux et la gorgebleue à miroir. Il résulte en partie de l'exploitation de la tourbe. C'est un élément important de la trame verte et bleue locale et régionale.

#### Espaces protégés et gérés
La protection réglementaire est le mode d’intervention le plus fort pour préserver des espaces naturels remarquables et leur biodiversité associée.
Dans ce cadre, la commune fait partie de quatre espaces :
- trois acquis (ou assimilé) et gérés par le Conservatoire d'espaces naturels des Hauts-de-France : le communal de Saint-Josse, le marais de Villiers et les landes du Moulinel ;
- et le communal de Saint-Josse, parcelle en maitrise d'usage. Terrain géré (location, convention de gestion) par le Conservatoire d'espaces naturels des Hauts-de-France.

#### Zones naturelles d'intérêt écologique, faunistique et floristique
L’inventaire des zones naturelles d'intérêt écologique, faunistique et floristique (ZNIEFF) a pour objectif de réaliser une couverture des zones les plus intéressantes sur le plan écologique, essentiellement dans la perspective d’améliorer la connaissance du patrimoine naturel national et de fournir aux différents décideurs un outil d’aide à la prise en compte de l’environnement dans l’aménagement du territoire.
Le territoire communal comprend six ZNIEFF de type 1 :
- les landes et bois de Saint-Josse, d'une superficie de 943 ha, altitude de 7 à 65 mètres 50° 28′ N, 1° 41′ E[40] ;
- le marais de Cucq-Villiers, d'une superficie de 158 ha, altitude de 4 à 6 mètres 50° 28′ N, 1° 38′ E[41] ;
- les prairies humides péri-urbaines de Cucq, d'une superficie de 181 ha, altitude de 3 à 9 mètres 50° 29′ N, 1° 37′ E[42] ;
- les prairies humides de la Grande Tringue, d'une superficie de 267 ha, altitude de 1 à 10 mètres 50° 28′ N, 1° 37′ E[43] ;
- le marais de Balançon, d’une superficie de 784 hectares et d'une altitude variant de 0  à   20 mètres. Ce site appartient à un ensemble des tourbières arrière-littorales s’étendant sur de vastes surfaces de part et d’autre de l’Authie[44] ;
- les prairies humides de Visemarest, d'une superficie de 159 ha, altitude de 3 à 7 mètres 50° 29′ N, 1° 42′ E[45].

et une ZNIEFF de type 2 : la basse vallée de la Canche et ses versants en aval d'Hesdin, d'une superficie de 12 059 haet d'une altitude variant de 4  à   133 mètres.

Carte des ZNIEFF de type 1 et 2 sur la commune
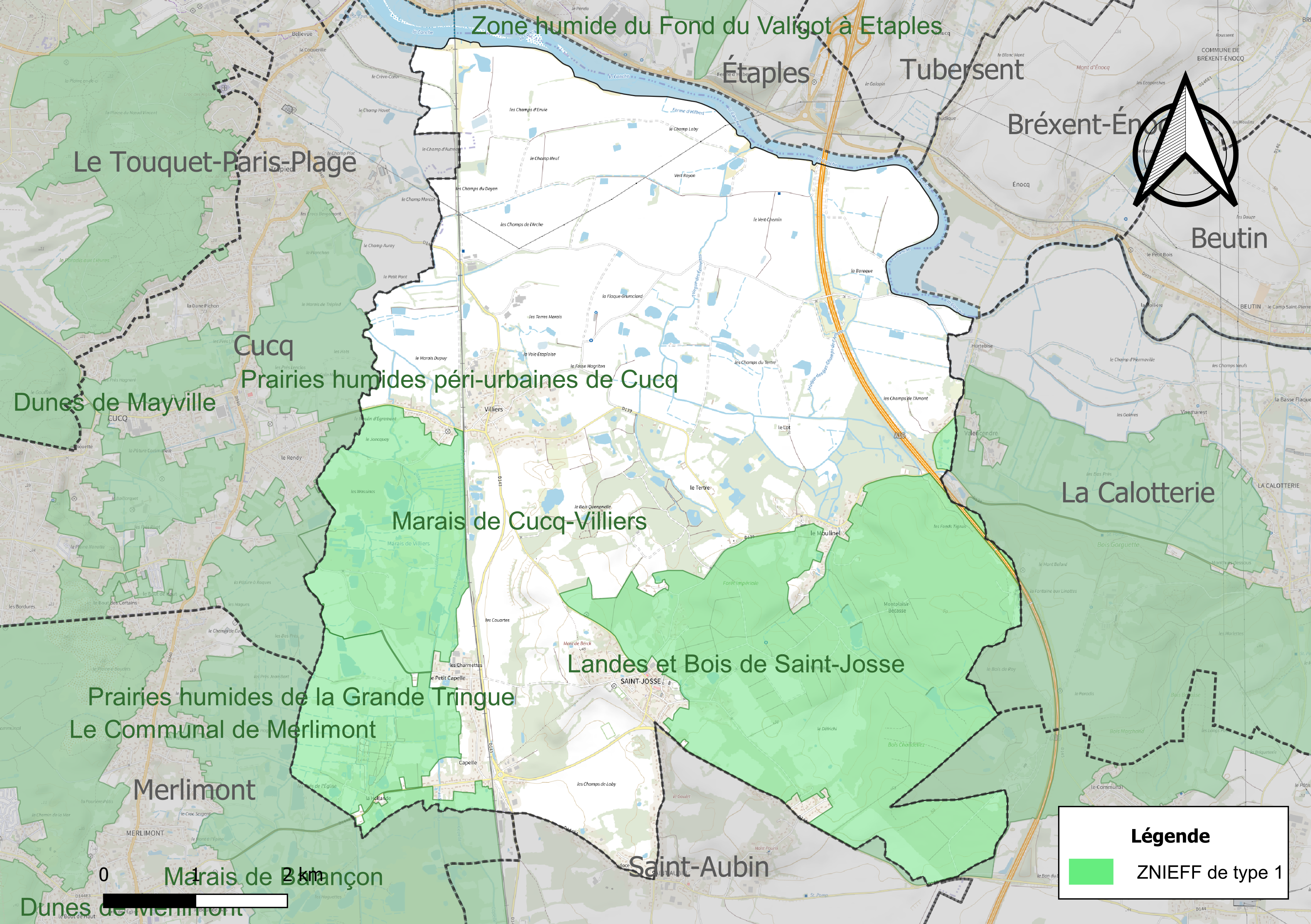
Carte des ZNIEFF de type 1 sur la commune.
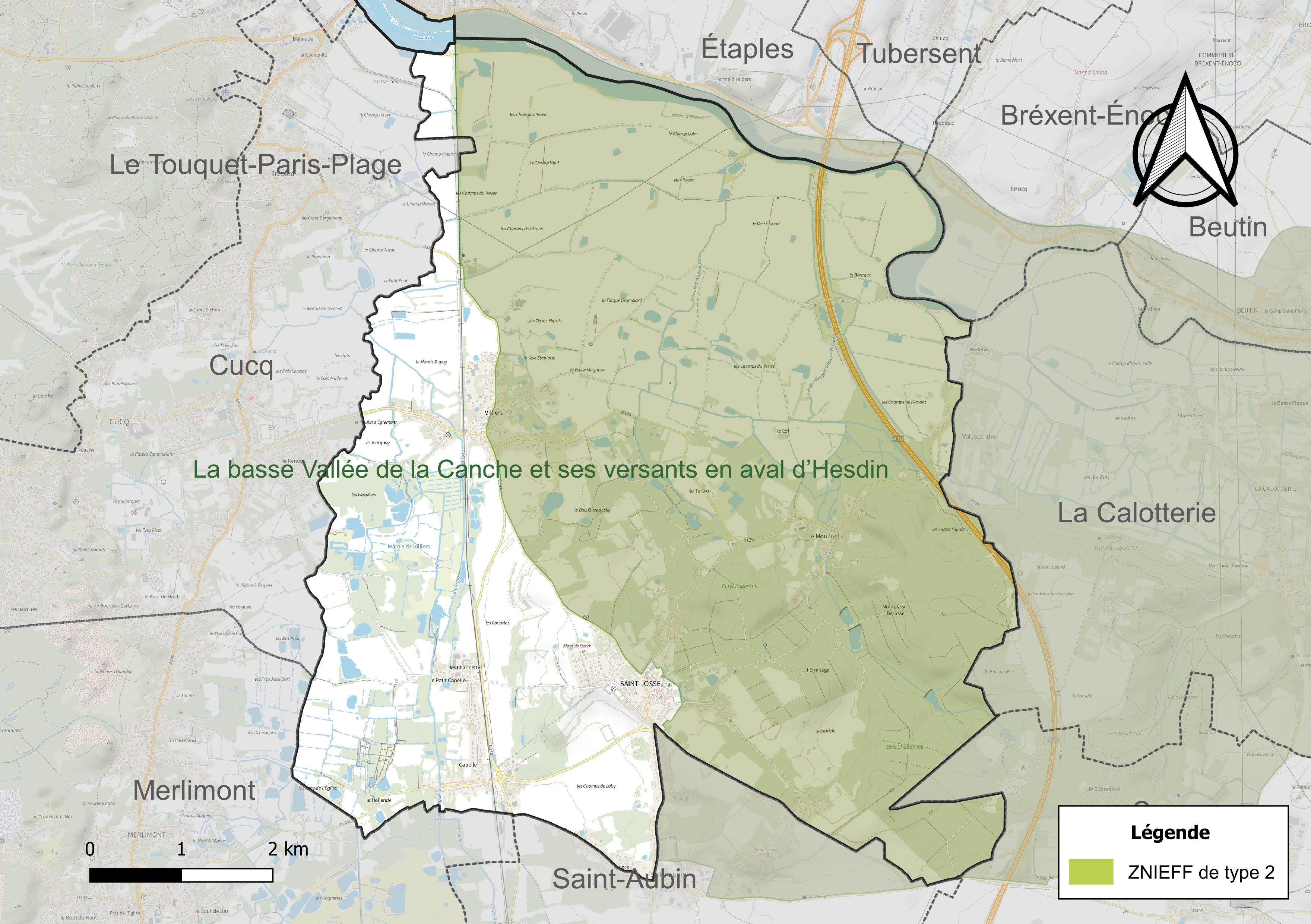
Carte de la ZNIEFF de type 2 sur la commune.

#### Sites Natura 2000
Le réseau Natura 2000 est un réseau écologique européen de sites naturels d'intérêt écologique élaboré à partir des directives « Habitats » et « Oiseaux ». Ce réseau est constitué de Zones spéciales de conservation (ZSC) et de Zones de protection spéciale (ZPS). Dans les zones de ce réseau, les États membres s'engagent à maintenir dans un état de conservation favorable les types d'habitats et d'espèces concernés, par le biais de mesures réglementaires, administratives ou contractuelles. L'objectif est de promouvoir une gestion adaptée des habitats tout en tenant compte des exigences économiques, sociales et culturelles, ainsi que des particularités régionales et locales de chaque État membre. Les activités humaines ne sont pas interdites, dès lors que celles-ci ne remettent pas en cause significativement l'état de conservation favorable des habitats et des espèces concernés.
Sur la commune, deux sites Natura 2000 de type B sont définis en site d'importance communautaire (SIC) : 
- les landes, mares et bois acides du plateau de Sorrus Saint Josse, prairies alluviales et bois tourbeux en aval de Montreuil, d'une superficie de 60 hectares, altitude de 4 à 60 mètres 50° 28′ N, 1° 43′ E[48] ;
- le marais de Villiers, d'une superficie de 20 hectares[49].

et un site Natura 2000 de type A défini en zone de protection spéciale (ZPS) : les marais de Balançon, d'une superficie de 1 007 ha, altitude de 0 mètre à 2 mètres 50° 27′ N, 1° 38′ E.

#### Inventaire national du patrimoine géologique
Le territoire communal comprend le site de l'estuaire de la Canche. il est inscrit à l'inventaire national du patrimoine géologique.

#### Espèces faunistiques et floristiques
L’Inventaire national du patrimoine naturel (INPN) recense plusieurs espèces faunistiques et floristiques sur le territoire de la commune dont certaines sont protégées et d’autres menacées et quasi-menacées.

## Urbanisme

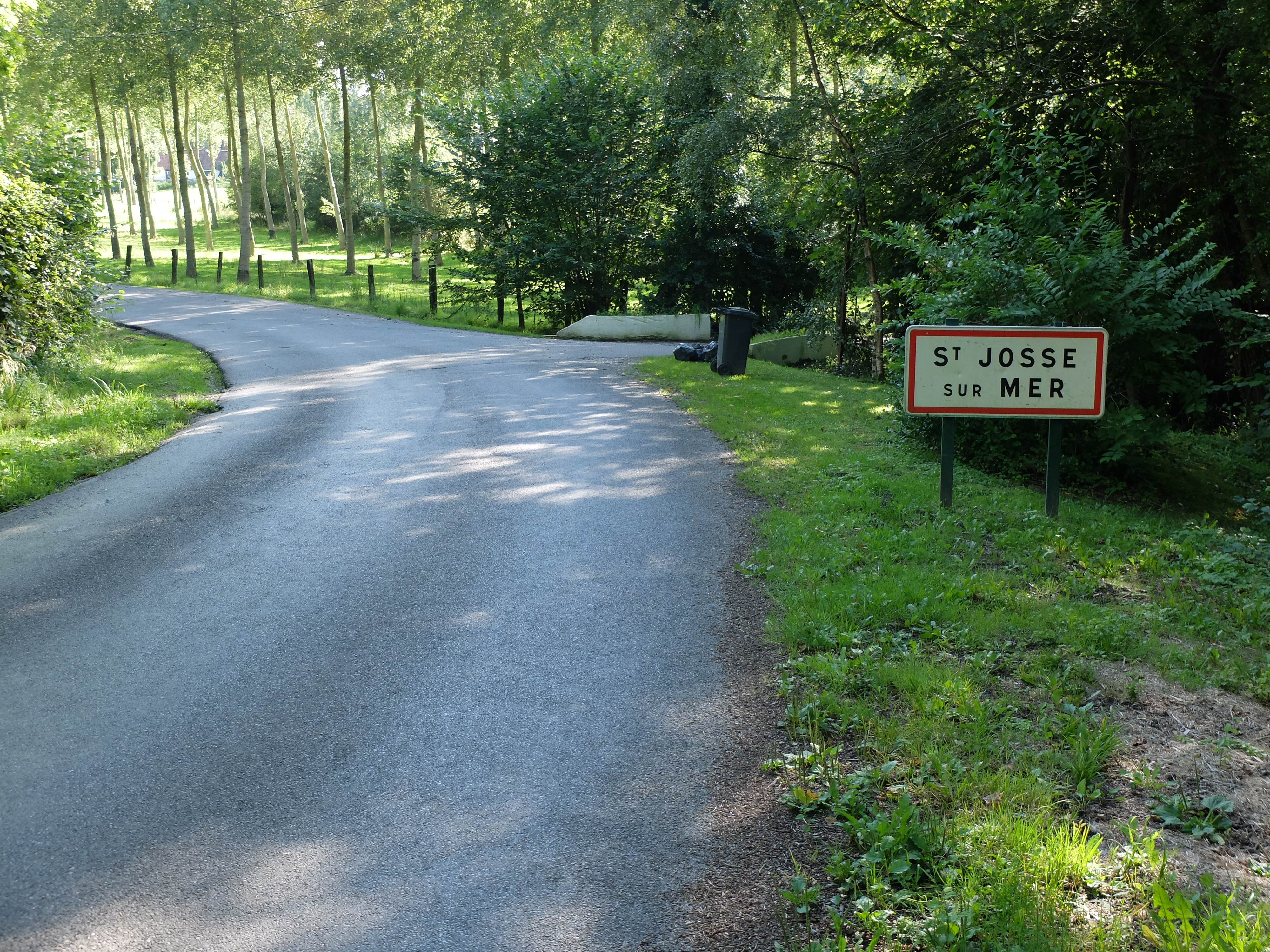
Entrée de Saint-Josse.

### Typologie
Au 1er janvier 2024, Saint-Josse est catégorisée commune rurale à habitat dispersé, selon la nouvelle grille communale de densité à sept niveaux définie par l'Insee en 2022.
Elle est située hors unité urbaine. Par ailleurs la commune fait partie de l'aire d'attraction de Berck, dont elle est une commune de la couronne,. Cette aire, qui regroupe 19 communes, est catégorisée dans les aires de moins de 50 000 habitants,.
La commune, bordée par la Manche, est également une commune littorale au sens de la loi du 3 janvier 1986, dite loi littoral. Des dispositions spécifiques d’urbanisme s’y appliquent dès lors afin de préserver les espaces naturels, les sites, les paysages et l’équilibre écologique du littoral, tel le principe d'inconstructibilité, en dehors des espaces urbanisés, sur la bande littorale des 100 mètres, ou plus si le plan local d’urbanisme le prévoit.

### Occupation des sols
L'occupation des sols de la commune de Saint-Josse est marquée par l'importance des terres arables, des prairies et des fôrets (91 %). La répartition détaillée ressortant de la base de données européenne d'occupation biophysique des sols Corine Land Cover millésimée 2018 est la suivante : terres arables (34,2 %), prairies (32,8 %), forêts (24 %), zones humides intérieures (4,9 %), zones urbanisées (3,6 %), zones agricoles hétérogènes (0,4 %), eaux maritimes (0,1 %). L'évolution de l’occupation des sols de la commune et de ses infrastructures peut être observée sur les différentes représentations cartographiques du territoire : la carte de Cassini (XVIIIe siècle), la carte d'état-major (1820-1866) et les cartes ou photos aériennes de l'IGN pour la période actuelle (1950 à aujourd'hui).

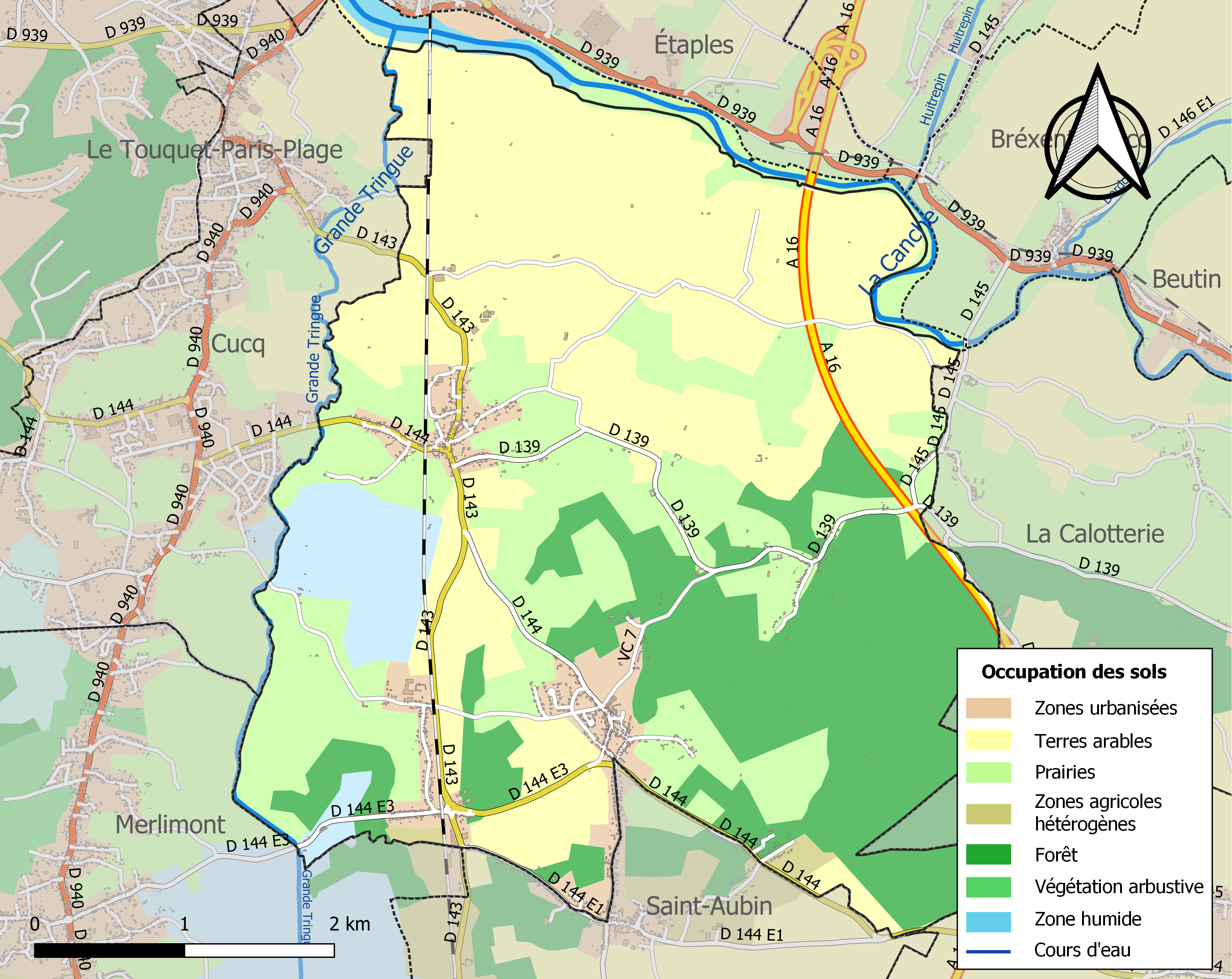
Carte des infrastructures et de l'occupation des sols de la commune en 2018 (CLC).

### Lieux-dits, hameaux et écarts
La commune de Saint-Josse comprend les trois hameaux de : Capelle, à l'ouest, le Moulinel et Villiers, au nord.

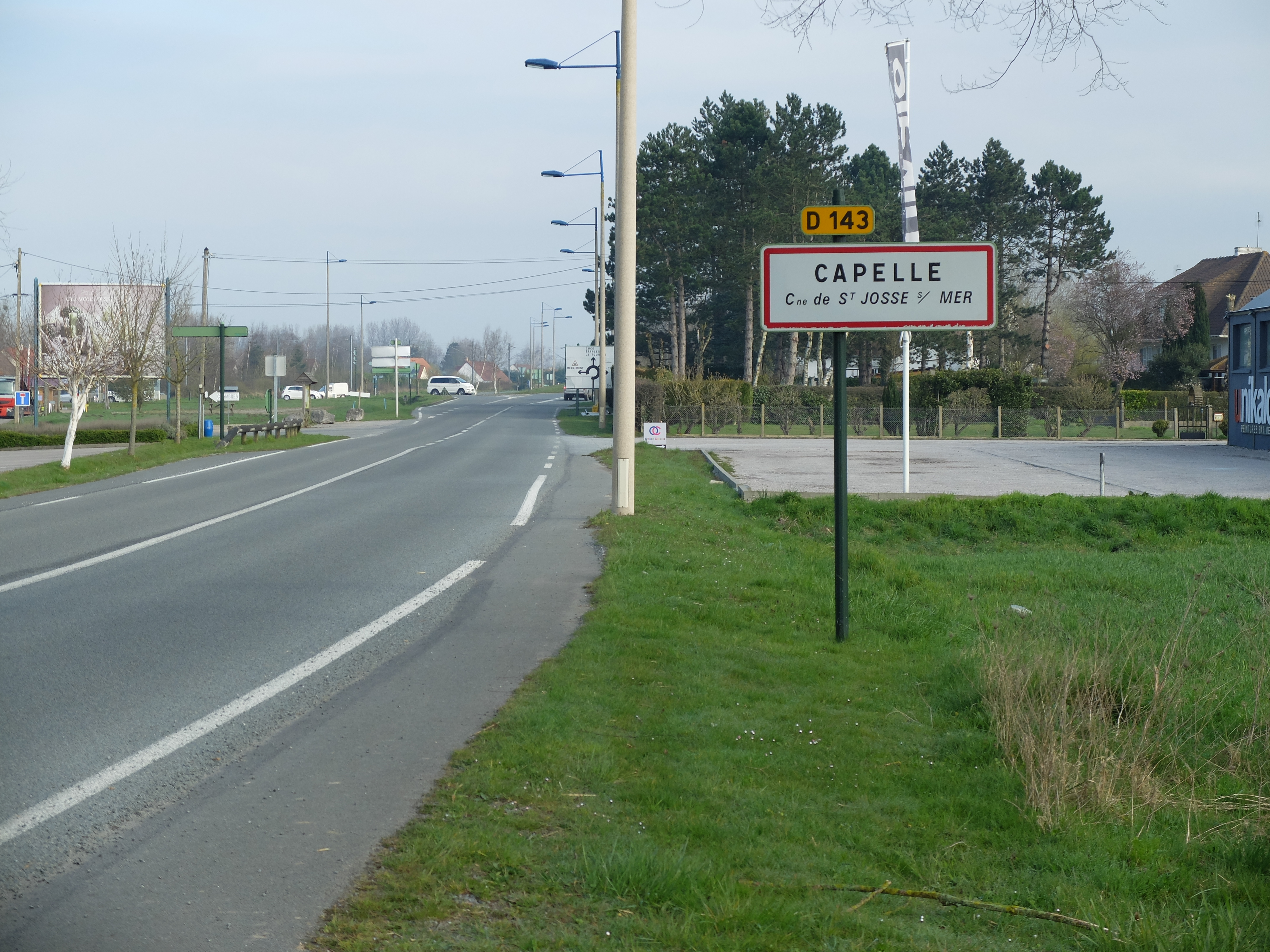
Entrée de Capelle.
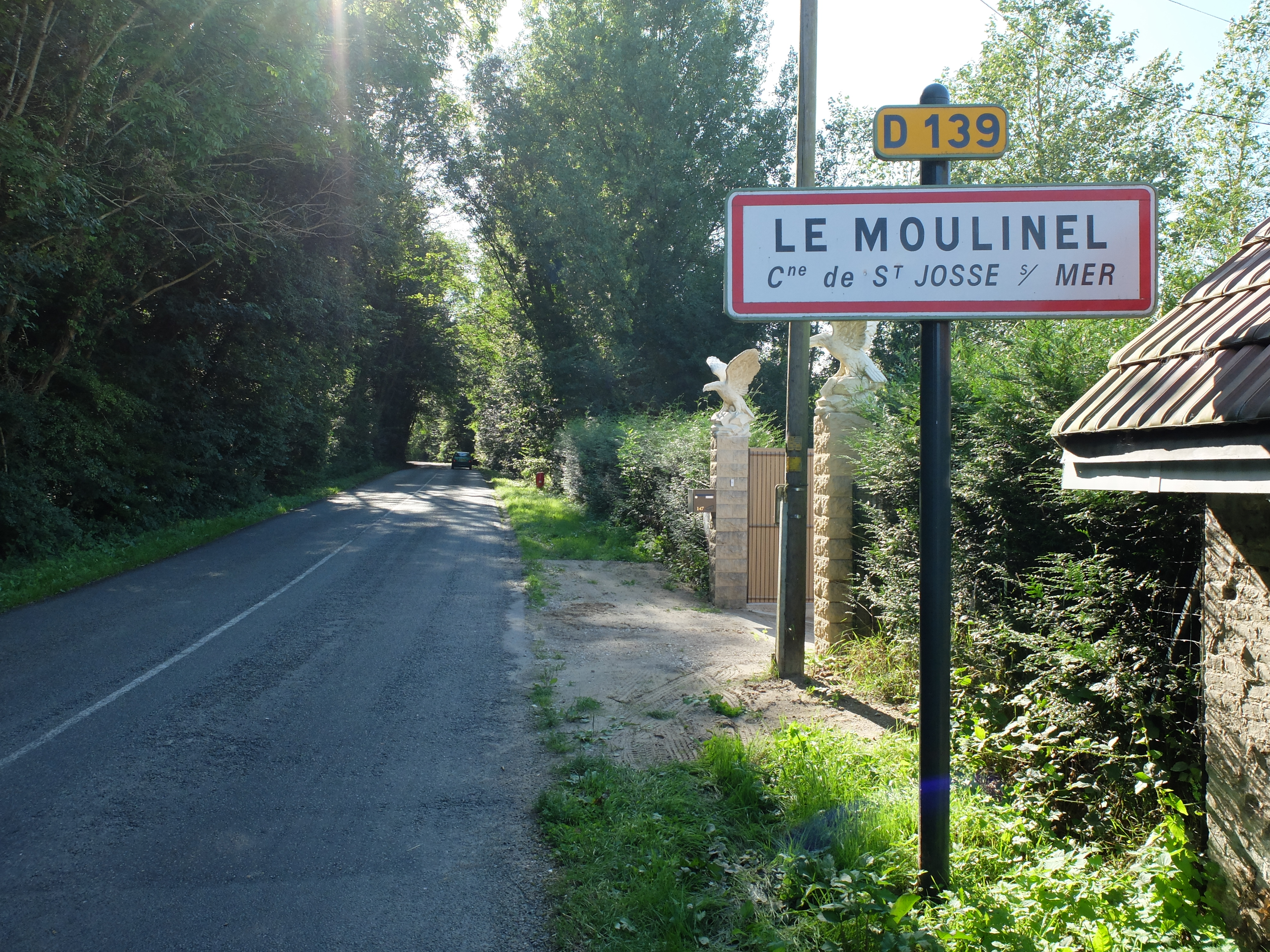
Entrée du Moulinel.
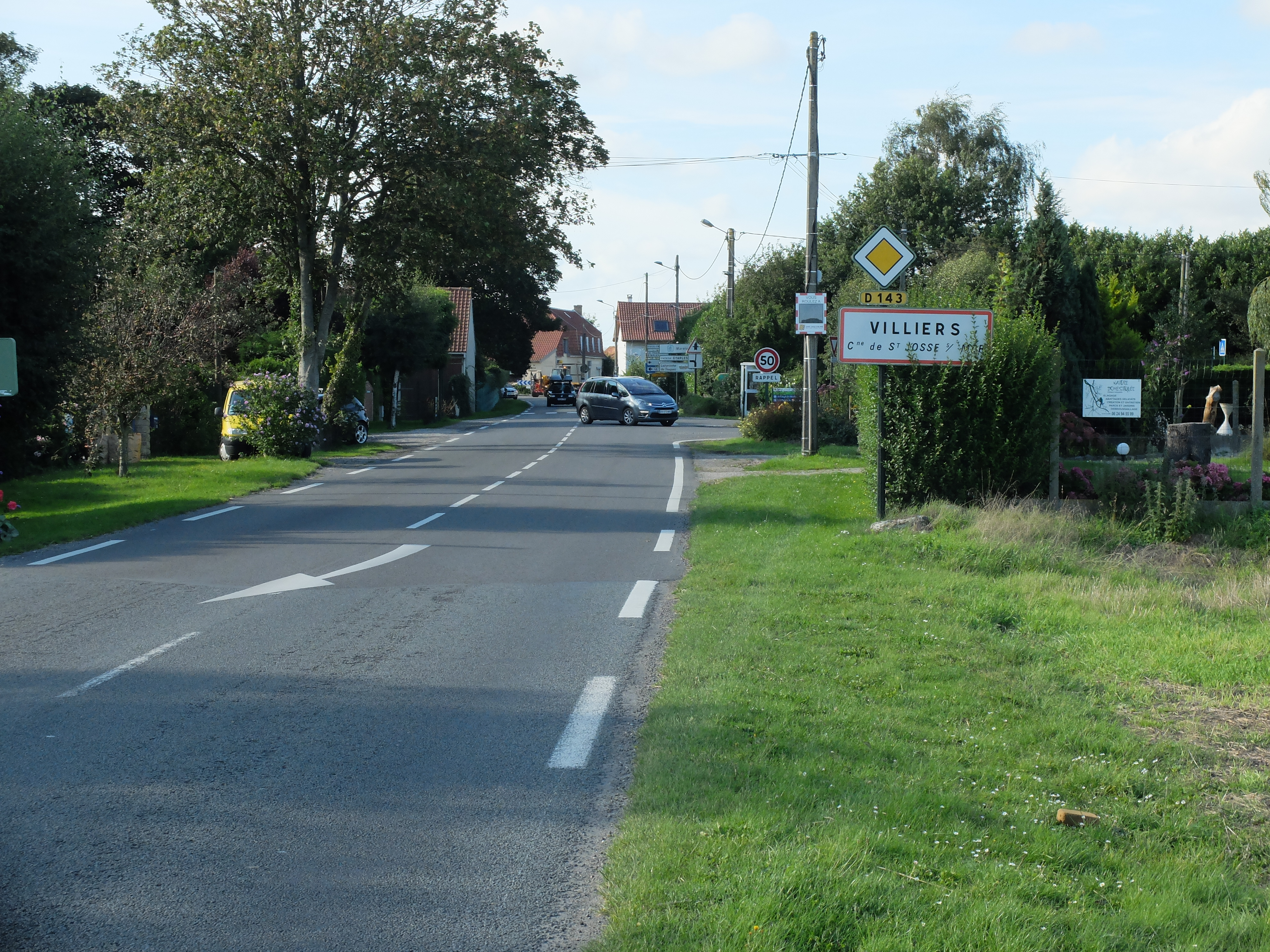
Entrée de Villiers.

### Logement
En 2021, le nombre total de logements dans la commune était de 593, alors qu'il était de 574 en 2015 et de 560 en 2010, soit une progression du nombre total de logements de 5,9 % depuis 2010.
Parmi ces 593 logements, 75,9 % étaient des résidences principales, (soit 450 logements), 14,8 % des résidences secondaires et 9,3 % des logements vacants. Ces logements étaient pour 95,7 % d'entre eux des maisons individuelles et pour 4,0 % des appartements.
Sur les 450 résidences principales, 90,9 % sont occupées par des propriétaires,  7,3 % par des locataires et 1,8 % par des personnes logées gratuitement.
Le tableau ci-dessous présente la typologie des logements à Saint-Josse en 2021 en comparaison avec celle du Pas-de-Calais et de la France entière. Une caractéristique marquante du parc de logements est ainsi une proportion de résidences secondaires et logements occasionnels (14,8 %) supérieure à celle du département (6,5 %) et à celle de la France entière (9,7 %) ainsi que d'une proportion de logements vacants (9,3 %) supérieure à celle du département (7,3 %) et de la France entière (8,1 %).
| Typologie                                               | Saint-Josse | Pas-de-Calais | France entière |
| ------------------------------------------------------- | ----------- | ------------- | -------------- |
| Résidences principales (en %)                           | 75,9        | 86,1          | 82,2           |
| Résidences secondaires et logements occasionnels (en %) | 14,8        | 6,5           | 9,7            |
| Logements vacants (en %)                                | 9,3         | 7,3           | 8,1            |

Au 1er janvier 2021, la commune ne dispose d'aucun hôtel et d'aucun camping.

### Planification de l'aménagement
La loi SRU du 13 décembre 2000 a incité fortement les communes à se regrouper au sein d'un établissement public, pour déterminer les parties d'aménagement de l'espace au sein d'un schéma de cohérence territoriale (SCoT), un document essentiel d'orientation stratégique des politiques publiques à une grande échelle.
Le schéma de cohérence territoriale (SCOT) du pays maritime et rural du Montreuillois a été approuvé par délibération du 30 janvier 2014.
En matière de planification, la commune dispose d'un plan local d'urbanisme (PLU) approuvé le 11 octobre 2018.
La communauté d'agglomération des Deux Baies en Montreuillois (CA2BM) a engagé une démarche de planification de l’urbanisme à l’échelle de son territoire, sous la forme d’un PLU intercommunal (PLUi), en collaboration étroite avec les 46 communes. Le PLUi est un document de planification urbaine qui administre, à l’échelle des communes, les possibilités de construction et d’usage des sols. Il se substituera aux anciens documents d’urbanisme (PLU, POS, CC).
Le PLUI-H, regroupement du PLUi, plan local d'urbanisme intercommunal, et du PLH, programme local de l'habitat, traduit un projet commun de développement urbain et d’aménagement du territoire communautaire pour les 10-15 ans à venir. Il est bâti dans un objectif de développement durable et d’équilibre des espaces, de cohérence et d’optimisation des politiques publiques, visant à promouvoir une dynamique d’agglomération tout en préservant les spécificités de chaque commune.
Ce PLUI-H se déroule en 4 phases :
- Phase 1, 2019 à 2020, état des lieux, diagnostic et enjeux ;
- Phase 2, 2020 à 2022, projet d'aménagement et de développement durable ;
- Phase 3, 2022 à 2024, règlement et zonage :
- Phase 4, 2024 à 2025, avis des personnes publiques associées et enquêtes publiques[58].

### Voies de communication et transports

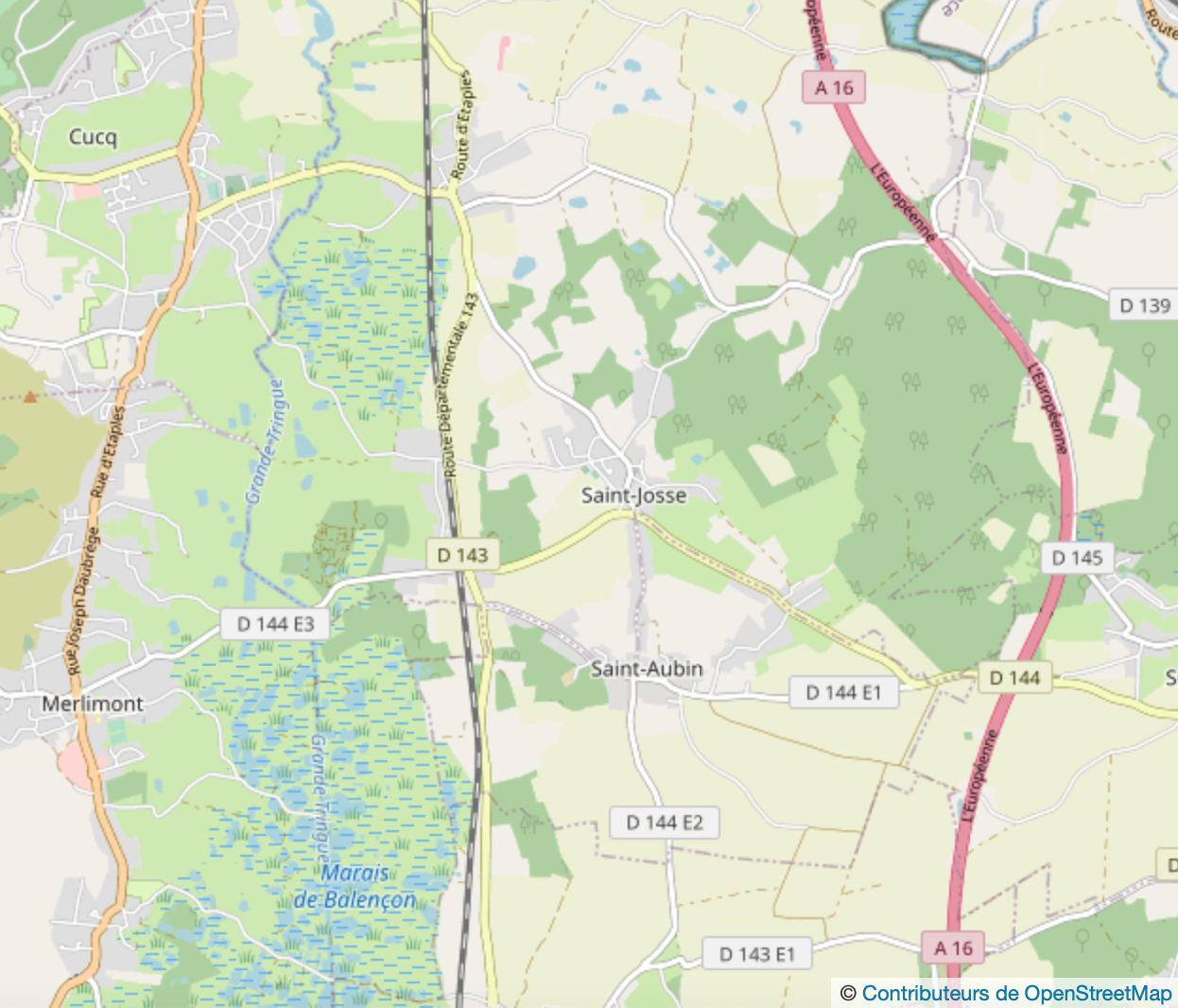
Saint-Josse (carte générale) - Voies de communication (routières et ferroviaire).

#### Voies de communication
La commune se situe sur la route départementale D 144 qui la traverse d'est en ouest. La route départementale D 143 la traverse du nord au sud.
Les sorties no 25 et no 26 de l'autoroute A16, mise en service le 15 mai 1998, qui desservent la commune, desservent également les communes d'Étaples et de Rang-du-Fliers (trajet de 2 h 30 en venant du nord de Paris et 1 h 20 depuis Dunkerque).

#### Transport ferroviaire
La commune est située à proximité de la gare d'Étaples - Le Touquet (8 km), située sur la ligne Paris-Amiens-Boulogne et sur la ligne de Saint-Pol-sur-Ternoise à Étaples, qui est desservie par les réseaux TGV, TERGV (vers Calais et Lille) et TER. Elle se trouve également à proximité de la gare de Rang-du-Fliers - Verton (7 km). Le viaduc ferroviaire sur la Canche traverse son territoire.
La commune disposait, sur la ligne Paris-Amiens-Boulogne, de la gare de Saint-Josse aujourd'hui fermée.

#### Transport aérien
La commune est située à proximité de l'aéroport Le Touquet-Élisabeth II (8 km).

#### Voies de la commune

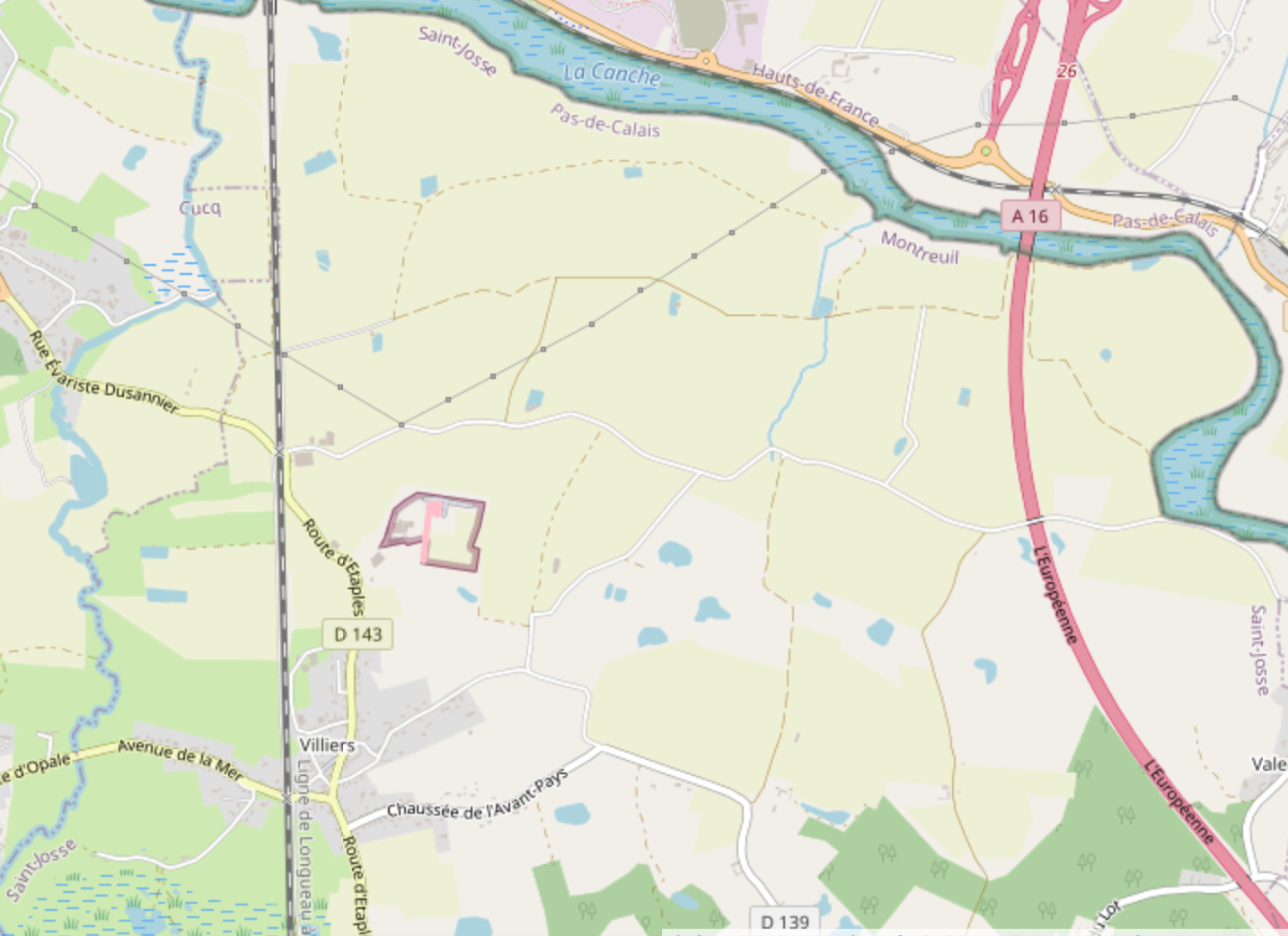
Les voies au nord de la commune.
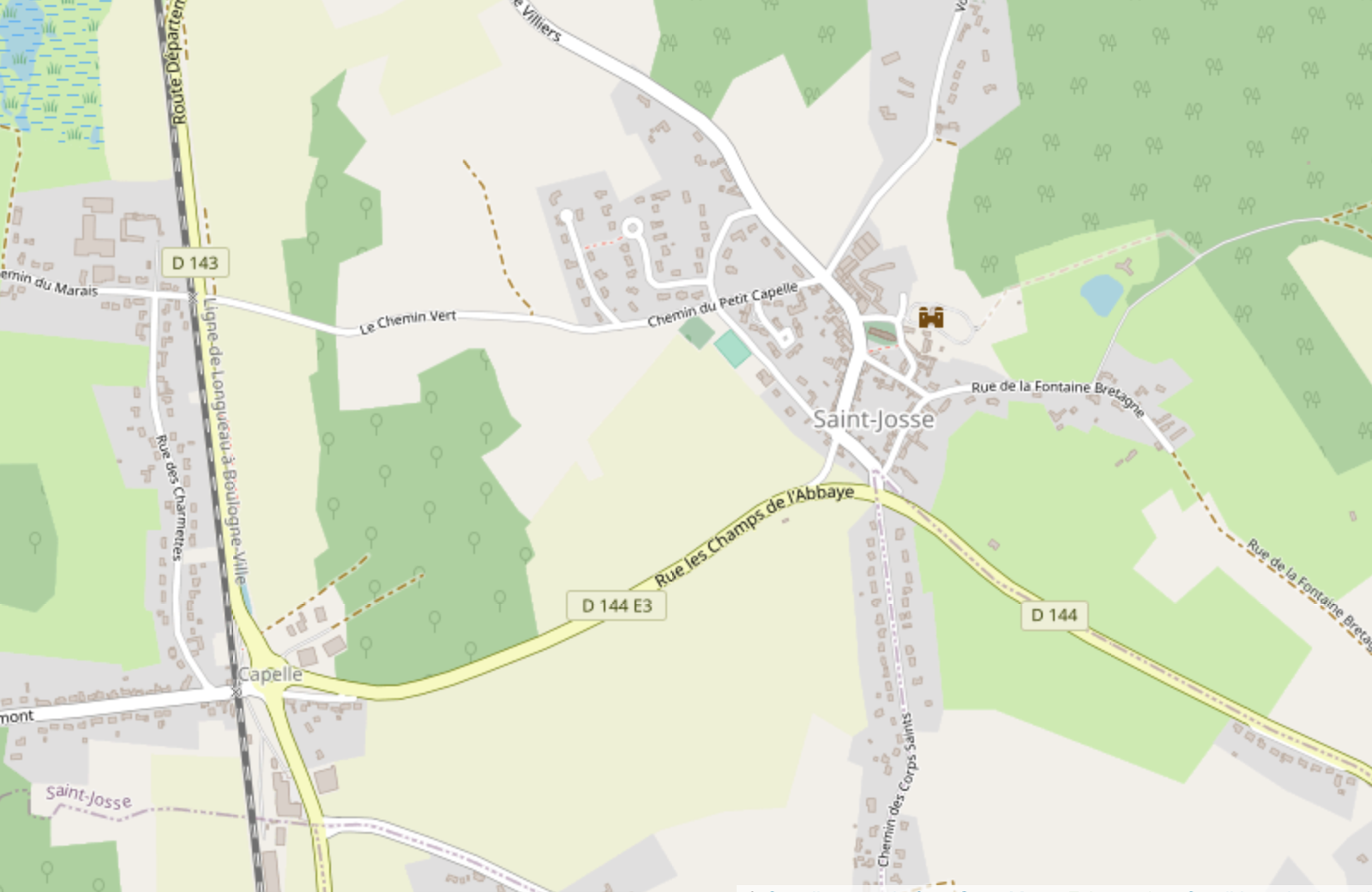
Les voies au sud de la commune.

### Risques naturels et technologiques

#### Risques naturels
Le risque sismique est « très faible » (niveau 1) sur l'ensemble du territoire communal (zone 1 sur 5 du zonage mis en place en mai 2011), la majorité des communes du Pas-de-Calais sont en risque « faible » (zone 2 sur 5).
La commune n'est pas exposée à un risque important d'inondation mais est soumise à un plan de prévention des risques inondation et à un programme de prévention (PAPI), aucun mouvement de terrain, une cavité souterraine est recensée, le potentiel radon est faible, en revanche, elle est exposée au retrait-gonflement des sols argileux.
À la suite d'inondations, coulées de boue et mouvements et glissements de terrain, la commune a été reconnue, à plusieurs reprises de 1984 à 2012, en état de catastrophe naturelle comme, le dernier en date, inondations et coulées de boue du 27 au 29 octobre 2012 reconnu par arrêté du 30 novembre 2012.
À la suite du passage des tempêtes Ciarán, Domingos et Elisa et des inondations et coulées de boue qui se sont produites, la commune est reconnue, par arrêté du 14 novembre 2023, en état de catastrophe naturelle pour inondations et coulées de boue sur la période du 2 au 12 novembre 2023, comme 179 autres communes du département.

#### Risques technologiques
La commune est à plus de 20 km d'une centrale nucléaire. Les centrales nucléaires françaises les plus proches, productrices de la grande majorité de l'électricité fournie à la commune, sont celles de Gravelines et Penly (chacune respectivement à 70 km au nord et à 62 km au sud), à noter que la centrale de Dungeness, en Angleterre, est située à 70 km.

## Toponymie
Le nom de la localité est attesté sous les formes : Sidraga ou Schaderias (VIIe siècle), Sanctus Jodocus (VIIIe siècle), Sanctus Judocus (1127), Sanctus Judocus supra mare (1163), Sanctus Gidocus (1198), Villa beati Judoci (1203), Saint Josse seur le mer (1245), Saint Giosse (1290), Saint-Gyosse (1319), Saint-Joos (1322), Sainct-Jodce (1583), Saint-Josse-sur-Mer (1720), Fontaines-aux-Bois, Bois-Fontaine, Josse-sur-Mer puis  Saint Josse sur Mer (1793) et Saint-Josse depuis 1801.
La commune a changé de nom au cours de la Révolution française et s'est appelée Bois-Fontaines et Fontaines-aux-Bois.
Saint-Josse est un hagiotoponyme faisant référence à Josse, qui renonça au trône de Bretagne pour se consacrer à la vie monastique et vivre en ermite sur le territoire de l'actuelle commune, alors nommée Sidraga ou Schaderias.
L'anthroponyme Josse est la forme populaire du nom savant d'origine bretonne Jodocus, Judocus (avec une désinence latinisée), Jodoce et Judoce, également latinisé en Judocius, nom tiré de la racine celtique jud- ou iud- signifiant « combattant, chef, seigneur ».

## Histoire
En un lieu appelé Sidraga ou Schaderias, Josse, un prince breton du VIIe siècle (fils du roi Judaël) vint se retirer sous la protection du comte du Ponthieu Haymon, pour vivre en ermite et renoncer ainsi à la couronne de Bretagne.
Un petit monastère fut élevé dès le VIIIe siècle à l'endroit où le saint était mort. En 903, les moines fuyant les invasions normandes se réfugièrent en Angleterre. À leur retour, leur abbaye devint un centre de pèlerinage très fréquenté en particulier par les Allemands aux XIVe et XVe siècles.
Le village est saccagé ou brûlé plusieurs fois, notamment vers le milieu du IXe siècle, en 1232. En 1346, les Anglais ont incendié le village.
L'abbaye de Saint-Josse fut supprimée en 1772, vendue puis détruite en 1789. Il ne reste plus rien de cet édifice monumental.
D'après l'historien français Auguste de Loisne : « Saint-Josse, en 1789, dépendait partie du bailliage de Montreuil, partie de la sénéchaussée de Ponthieu. Son église paroissiale, diocèse d'Amiens, doyenné de Montreuil, était consacrée à saint Pierre ; l'abbé de Saint-Josse-sur-Mer présentait à la cure. L'abbaye de Saint-Josse, cella Sancti Judoci, 841 (Histor. de France, t. VII, p. 483 b ; Lupi epist.), fondée vers 793, fut supprimée en 1772, en vertu de l’édit de 1768, et réunie, pour la mense conventuelle, au temporel de l’abbaye de Saint-Saulve. »
Dans l'église du village dont le chœur gothique date du XVIe siècle, est placée la châsse de saint Josse contenant ses reliques. De cette châsse ouverte en 1922, on a retiré le suaire de Saint-Josse, un précieux fragment de tissu oriental du Xe siècle qui est exposé à Paris au musée du Louvre.
Près de l'église de Saint-Josse, ont été retrouvés différents vestiges prouvant une occupation ancienne : fragments de briques, tuiles, pierres ouvragées, armes anciennes, pièces de monnaie. Le mauvais état de celles-ci n'a pas permis de les dater. Ont également été mises au jour dans une pâture de l'ancienne abbaye, des fondations de murs, des pierres tombales. Des découvertes limitées à des pans de vieux murs ont été faites dans le hameau de Villiers.
Saint-Josse-sur-Mer fut une commune de la province de Picardie qui s'étendait jusqu'à Calais. C'est un lieu de pèlerinage très célèbre d'une renommée séculaire. Une procession a lieu le mardi de la Pentecôte. À cette occasion, la châsse contenant les reliques du saint est portée à bras vers le calvaire au sommet de la colline de Bavémont, à Airon-Saint-Vaast.

## Politique et administration

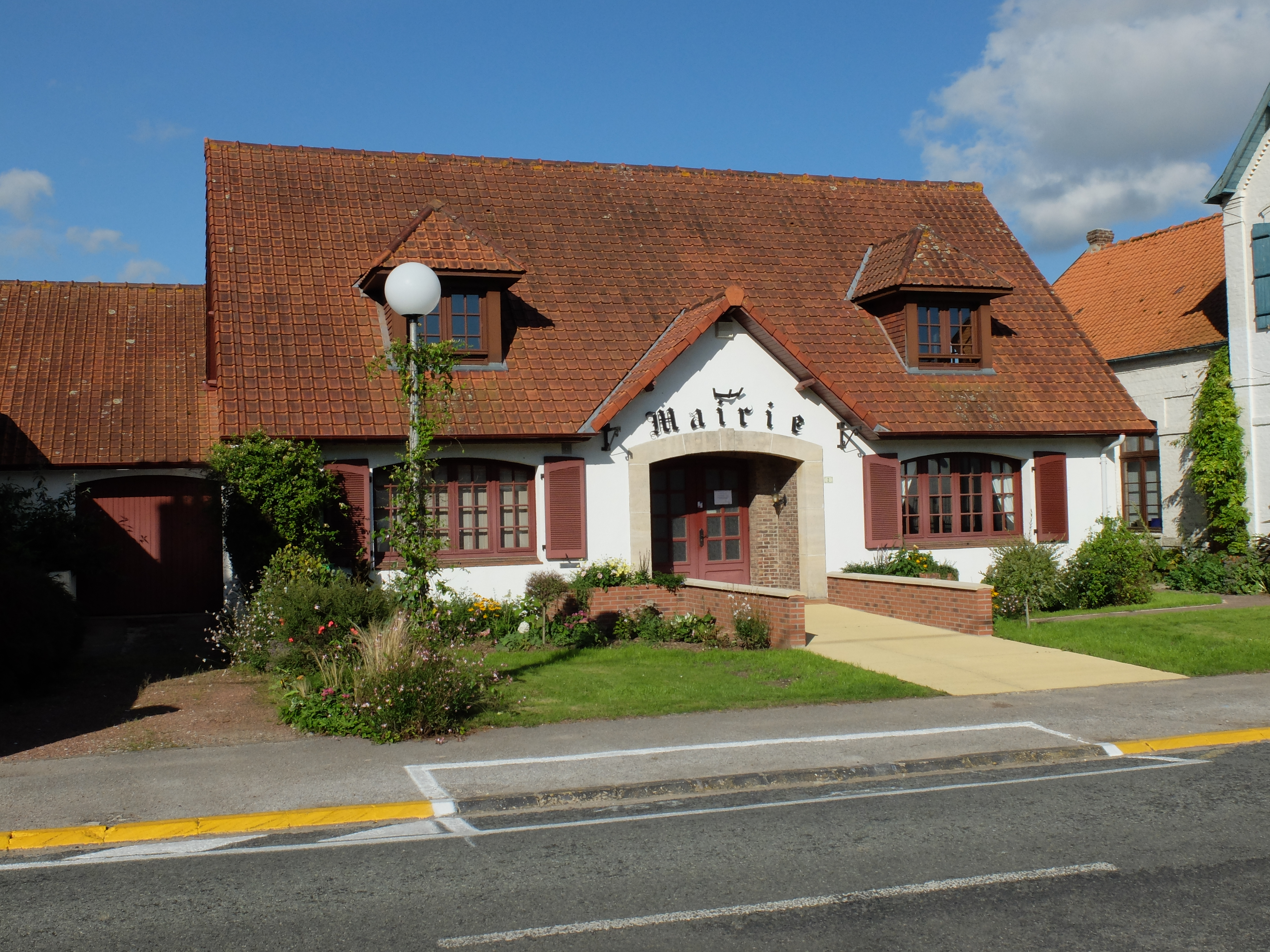
La mairie.

### Découpage territorial
La commune de Saint-Josse se trouve dans l'arrondissement de Montreuil du département du Pas-de-Calais.

#### Commune et intercommunalités
La commune de Saint-Josse fait partie, depuis le 1er janvier 2017, de la communauté d'agglomération des Deux Baies en Montreuillois (CA2BM) dont le siège est basé à Montreuil-sur-Mer. Cette communauté d'agglomération regroupe 46 communes et totalise 65 760 habitants en 2021.

#### Circonscriptions administratives
La commune de Saint-Josse est chef-lieu de canton en 1793, puis fait partie du canton d'Étaples en 1801 et enfin du canton de Montreuil depuis 1804. Dans le cadre du redécoupage cantonal de 2014 en France, elle est rattachée au canton d'Étaples, qui est alors modifié, passant de 19 à 15 communes,.

#### Circonscriptions électorales
Pour l'élection des députés, la commune fait partie, depuis 1986, de la quatrième circonscription du Pas-de-Calais.

### Élections municipales et communautaires
Le conseil municipal  de Saint-Josse, commune de plus de 1 000 habitants, est élu au scrutin proportionnel de liste à deux tours (sans aucune modification possible de la liste), pour un mandat de six ans renouvelable. Compte tenu de la population communale, le nombre de sièges à pourvoir lors des élections municipales de 2020 est de 15. Les 15 conseillers municipaux, issus de la liste conduite par Jean-Claude Descharles, sont élus au premier tour avec un taux de participation de 34,51 %.
Dans les communes de 1 000 habitants et plus, les conseillers sont élus au suffrage direct à la fois pour un mandat de conseiller municipal et pour un mandat de conseiller communautaire. Le siège attribué à la commune au sein de la CA2BM est élu dès le premier tour et issu de la liste menée par Jean-Claude Descharles (SE).
- Maire sortant : Jean-Claude Descharles (SE)
- 15 sièges à pourvoir au conseil municipal (population légale 2022  : 1055 habitants)
- 1 siège à pourvoir au conseil communautaire (CA des Deux Baies en Montreuillois)

|                          |                          |                          |              |              |        |        |  |  |  |
| Tête de liste            | Tête de liste            | Liste                    | Premier tour | Premier tour | Sièges | Sièges |  |  |  |
| Tête de liste            | Tête de liste            | Liste                    | Voix         | %            | CM     | CC     |  |  |  |
|                          | Jean-Claude Descharles   | SE                       | 286          | 88,54        | 15     | 1      |  |  |  |
|                          |                          |                          |              |              |        |        |  |  |  |
| Votes valides            | Votes valides            | Votes valides            | 286          | 88,54        |        |        |  |  |  |
| Votes blancs             | Votes blancs             | Votes blancs             | 20           | 6,19         |        |        |  |  |  |
| Votes nuls               | Votes nuls               | Votes nuls               | 17           | 5,26         |        |        |  |  |  |
| Total                    | Total                    | Total                    | 323          | 100          | 15     | 1      |  |  |  |
| Abstention               | Abstention               | Abstention               | 613          | 65,49        |        |        |  |  |  |
| Inscrits / participation | Inscrits / participation | Inscrits / participation | 936          | 34,51        |        |        |  |  |  |

### Jumelage
La commune de Saint-Josse n'est jumelée avec aucune ville.

## Équipements et services publics

### Eau et déchets

#### Prélèvements en eau et usages
En 2018, la commune a prélevé 1 676 m3 d'eau potable, d'origine à 100 % souterraine.

#### Services en production et distribution d'eau potable, assainissement collectif, assainissement non collectif
La Communauté d'agglomération des Deux Baies en Montreuillois (CA2BM) est compétente en matière de gestion, production et distribution de l'eau potable de la commune en gestion délégué, elle gère également l'assainissement collectif en gestion délégué et l'assainissement non collectif géré en régie.

#### Tarifs de l'eau
au 1er janvier 2020 les tarifs sont les suivants :
- Eau potable, pour une facture de 120 m3, le m3 est facturé 1,98 euro.
- Assainissement collectif, pour une facture de 120 m3, le m3 est facturé 3,43 euros.
- Assainissement non-collectif, pour un diagnostic de bon fonctionnement et d'entretien, le montant facturé est de 100 euros[82].

#### Gestion des déchets
La gestion des déchets est organisée par la CA2BM.
La commune est à proximité des déchèteries de Verton (9 km), Berck et  Beaumerie-Saint-Martin (10 km).
Un site de compostage est situé à Cucq (4 km) dont le maître d'ouvrage est Agriopale Services.

### Espaces publics
Depuis plus de quarante ans, la commune de Saint-Josse est un village fleuri avec quatre fleurs, attribuées par le Conseil national de villes et villages fleuris au concours des villes et villages fleuris.

### Enseignement
La commune de Saint-Josse est située dans l'académie de Lille.
La ville administre une école primaire avec 114 élèves (2021).

### Postes et télécommunications
La commune dispose d'une agence postale installée dans la mairie.

### Santé
Les Judociens bénéficient, d'une part, des services du centre hospitalier de l'arrondissement de Montreuil (CHAM), situé à Rang-du-Fliers, à 7 km. Cet établissement né en 1980 s'est agrandi depuis, particulièrement en septembre 2009. Il s'est étendu sans cesse et offre aujourd'hui plus de 900 lits et places, et d'autre part, de la clinique des acacias, ouverte en 1958, au hameau de Trépied, à Cucq, à 6 km. Cette clinique, créée en 1958, fait partie de la fondation Hopale, et dispose de 108 lits. Elle a un service spécialisé maternité de 1958 à 1998.

### Justice, sécurité, secours et défense

#### Justice
La commune relève du tribunal de proximité de Montreuil-sur-Mer, du tribunal judiciaire de Boulogne-sur-Mer, de la cour d'appel d'Amiens et de Douai, du tribunal pour enfants de Boulogne-sur-Mer, du conseil de prud'hommes de Boulogne-sur-Mer, du tribunal de commerce de Boulogne-sur-Mer et du tribunal paritaire des baux ruraux de Boulogne-sur-Mer, Calais et Montreuil-sur-Mer.

#### Sécurité
La commune est sous la compétence territoriale de la brigade de gendarmerie de Merlimont (4 km),.

#### Secours
La commune est à proximité du centre d'incendie et de secours (CIS) de Berck (10 km).

## Population et société

### Démographie
Les habitants de la commune sont appelés les Judossiens.

#### Évolution démographique
L'évolution du nombre d'habitants est connue à travers les recensements de la population effectués dans la commune depuis 1793. Pour les communes de moins de 10 000 habitants, une enquête de recensement portant sur toute la population est réalisée tous les cinq ans, les populations de référence des années intermédiaires étant quant à elles estimées par interpolation ou extrapolation. Pour la commune, le premier recensement exhaustif entrant dans le cadre du nouveau dispositif a été réalisé en 2006.

En 2022, la commune comptait 1 055 habitants, en évolution de −8,1 % par rapport à 2016 (Pas-de-Calais : −0,72 %, France hors Mayotte : +2,11 %).
| 1793 | 1800 | 1806 | 1821 | 1831 | 1836 | 1841 | 1846 | 1851 |
| ---- | ---- | ---- | ---- | ---- | ---- | ---- | ---- | ---- |
| 552  | 578  | 588  | 633  | 599  | 664  | 726  | 754  | 782  |

| 1856 | 1861 | 1866 | 1872 | 1876 | 1881 | 1886 | 1891 | 1896 |
| ---- | ---- | ---- | ---- | ---- | ---- | ---- | ---- | ---- |
| 784  | 828  | 782  | 810  | 781  | 759  | 761  | 788  | 749  |

| 1901 | 1906 | 1911 | 1921 | 1926 | 1931 | 1936 | 1946 | 1954 |
| ---- | ---- | ---- | ---- | ---- | ---- | ---- | ---- | ---- |
| 759  | 809  | 824  | 801  | 807  | 763  | 693  | 820  | 680  |

| 1962 | 1968 | 1975 | 1982 | 1990 | 1999  | 2006  | 2011  | 2016  |
| ---- | ---- | ---- | ---- | ---- | ----- | ----- | ----- | ----- |
| 622  | 559  | 575  | 671  | 914  | 1 052 | 1 170 | 1 184 | 1 148 |

| 2021  | 2022  | - | - | - | - | - | - | - |
| ----- | ----- | - | - | - | - | - | - | - |
| 1 080 | 1 055 | - | - | - | - | - | - | - |

#### Pyramide des âges
En 2018, le taux de personnes d'un âge inférieur à 30 ans s'élève à 32,3 %, soit en dessous de la moyenne départementale (36,7 %). À l'inverse, le taux de personnes d'âge supérieur à 60 ans est de 25,3 % la même année, alors qu'il est de 24,9 % au niveau départemental.
En 2018, la commune comptait 548 hommes pour 580 femmes, soit un taux de 51,42 % de femmes, légèrement inférieur au taux départemental (51,50 %).
Les pyramides des âges de la commune et du département s'établissent comme suit.
| Hommes | Classe d’âge | Femmes |
| ------ | ------------ | ------ |
| 0,2    | 90 ou +      | 0,4    |
| 5,2    | 75-89 ans    | 8,7    |
| 18,8   | 60-74 ans    | 17,2   |
| 26,5   | 45-59 ans    | 22,6   |
| 17,7   | 30-44 ans    | 18,2   |
| 13,9   | 15-29 ans    | 14,5   |
| 17,6   | 0-14 ans     | 18,6   |

| Hommes | Classe d’âge | Femmes |
| ------ | ------------ | ------ |
| 0,5    | 90 ou +      | 1,6    |
| 5,6    | 75-89 ans    | 8,9    |
| 16,7   | 60-74 ans    | 18,1   |
| 20,2   | 45-59 ans    | 19,2   |
| 18,9   | 30-44 ans    | 18,1   |
| 18,2   | 15-29 ans    | 16,2   |
| 19,9   | 0-14 ans     | 17,9   |

### Sports et loisirs
La commune dispose d'un club de remise en forme.

#### Football
le football club de Saint-Josse s'est associé avec le club de Cucq pour former le groupement Cucq/Saint-josse.

#### Autres sports
La commune propose la pratique du tennis de table, l'association est adhérente à l'UFOLEP, à la fédération multisports. Trois équipes sont engagées en championnat.

#### Sentiers pédestres
L'association randonnée nature propose de découvrir le village et ses environs.
La commune est traversée par plusieurs chemins de promenades & randonnées (PR), avec au nord, une boucle au départ de Villiers et plusieurs sentiers au départ du village en direction de Cucq et Saint-Aubin.

#### Loisirs
Sur le territoire de la commune se trouve, depuis 2006, le parc d'attractions « Laby’Parc », regroupant un labyrinthe dans un champ de maïs, un accrobranche, un espace aquatique evec toboggan, etc.

### Vie associative
La commune dispose d'autres associations : l'association des parents d'élèves de l'école de Saint-Josse ; de fil en aiguille ; le club de couture, l'échiquier judocien, le club d'échecs ; Saint-Josse Europe, échanges culturels et cultuels entre les communes européennes et culture ; loisirs fêtes sports à Saint-Josse, organisation des nombreuses manifestations.

### Cultes
La commune dispose d'un lieu de culte, l'église Saint-Pierre.
Le territoire de la commune est rattaché à la paroisse de « Saint-Josse en montreuillois » au sein du doyenné de Berck-Montreuil, dépendant du diocèse d'Arras. Ce doyenné couvre 68 communes.

### Médias
Le quotidien régional La Voix du Nord publie une édition locale pour le Montreuillois.
La commune est couverte par les programmes de France 3 Nord-Pas-de-Calais. Jusqu'en 2014, on pouvait également recevoir les programmes d'Opal'TV. Actuellement, la commune est également couverte par BFM Grand Littoral.

## Économie

### Revenus de la population et fiscalité
En 2021, la commune compte 460 ménages fiscaux, regroupant 1 139 personnes.
Le revenu fiscal médian par ménage de la commune est de 26 000 €, supérieur à celui du département du Pas-de-Calais (20 720 €) et supérieur à celui de la France métropolitaine (23 080 €),,.

### Emploi
La commune de Saint-Josse appartient, selon l'INSEE, à la zone d’emploi de Boulogne-sur-Mer et au bassin de vie de Berck.
|                       | 2010   | 2015   | 2021   |
| --------------------- | ------ | ------ | ------ |
| Commune               | 7,5 %  | 9,8 %  | 7,0 %  |
| Département           | 11,3 % | 13,7 % | 11,2 % |
| France métropolitaine | 11,6 % | 13,7 % | 11,7 % |

En 2021, la population âgée de 15 à 64 ans s'élève à 656 personnes, parmi lesquelles on compte 75,2 % d'actifs (69,9 % ayant un emploi et 5,3 % de chômeurs) et 24,8 % d'inactifs,. En 2021, le taux de chômage communal (au sens du recensement) des 15-64 ans est inférieur à celui du département et inférieur à celui de la France métropolitaine.
La commune fait partie de la couronne de l'aire d'attraction de Berck, du fait qu'au moins 15 % des actifs travaillent dans le pôle,. Elle compte 187 emplois en 2021, contre 172 en 2015 et 197 en 2010. Le nombre d'actifs ayant un emploi résidant dans la commune est de 469, soit un indicateur de concentration d'emploi de 39,8 et un taux d'activité parmi les 15 ans ou plus de 55,2 %.
Sur ces 469 actifs de 15 ans ou plus ayant un emploi, 65 travaillent dans la commune, soit 14 % des habitants. Pour se rendre au travail, 90,1 % des habitants utilisent une voiture, un camion ou une fourgonnette, 2,2 % les transports en commun, 2 % s'y rendent en deux-roues, à vélo ou à pied et 5,8 % n'ont pas besoin de transport (travail au domicile).

### Entreprises et commerces

#### Activités hors agriculture
109 établissements marchands non agricoles sont économiquement actifs en 2022 à Saint-Josse,,.
| Secteur d'activité                                                                                        | Commune | Commune | Département |
| Secteur d'activité                                                                                        | Nombre  | %       | %           |
| --- | ------- | ------- | ----------- |
| Ensemble                                                                                                  | 109     | 100 %   | (100 %)     |
| Industrie manufacturière, industries extractives et autres                                                | 5       | 4,6 %   | (5,3 %)     |
| Construction                                                                                              | 11      | 10,1 %  | (11,7 %)    |
| Commerce de gros et de détail, transports, hébergement et restauration                                    | 29      | 26,6 %  | (22,5 %)    |
| Information et communication                                                                              | 1       | 0,9 %   | (3,6 %)     |
| Activités financières et d'assurance                                                                      | 8       | 7,3 %   | (5,3 %)     |
| Activités immobilières                                                                                    | 8       | 7,3 %   | (5,7 %)     |
| Activités spécialisées, scientifiques et techniques et activités de services administratifs et de soutien | 20      | 18,3 %  | (20,2 %)    |
| Administration publique, enseignement, santé humaine et action sociale                                    | 11      | 10,1 %  | (15,8 %)    |
| Autres activités de services                                                                              | 16      | 14,7 %  | (9,9 %)     |

#### Agriculture
La commune est dans les « Bas-Champs Picards », une petite région agricole dans le département du Pas-de-Calais. En 2020, l'orientation technico-économique de l'agriculture  sur la commune est la polyculture et/ou le polyélevage. 
|               | 1988 | 2000 | 2010 | 2020  |
| ------------- | ---- | ---- | ---- | ----- |
| Exploitations | 28   | 10   | 13   | 10    |
| SAU (ha)      | 472  | 697  | 954  | 1 132 |

Le nombre d'exploitations agricoles en activité et ayant leur siège dans la commune est passé de 28 lors du recensement agricole de 1988  à 10 en 2000 puis à 13 en 2010 et enfin à 10 en 2020, soit une baisse de 64 % % en 32 ans. Le même mouvement est observé à l'échelle du département qui a perdu pendant cette période 65 % de ses exploitations (passant de 16 556 à 5 736),. La surface agricole utilisée sur la commune a quant à elle augmenté, passant de 472 ha en 1988 à 1 132 ha en 2020. Parallèlement la surface agricole utilisée moyenne par exploitation a augmenté, passant de 17 à 113 ha,.

## Culture locale et patrimoine

### Lieux et monuments

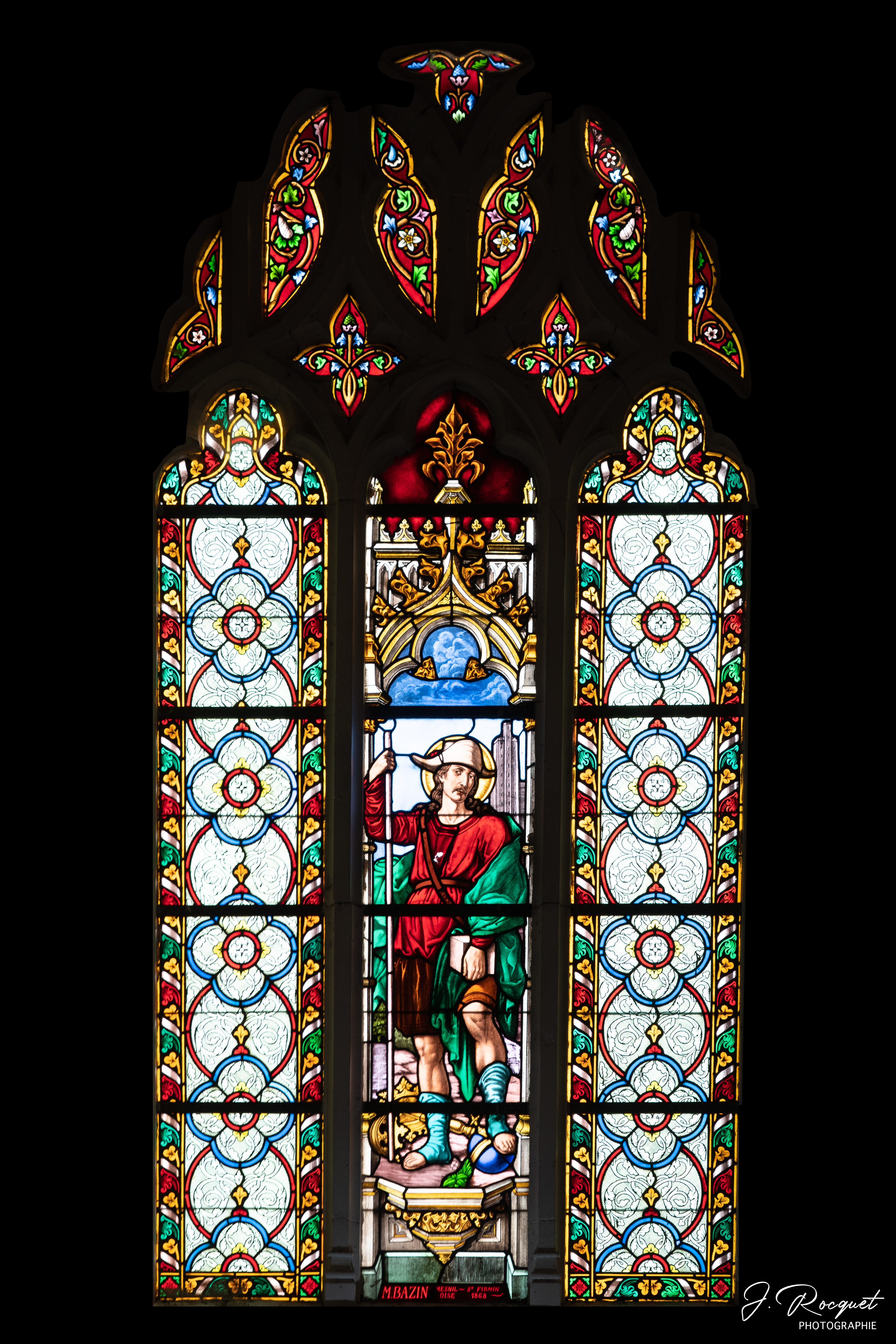
L'église Saint-Pierre. Le chœur actuel qui était, à l'origine, la chapelle extérieure de l'abbaye de Saint-Josse, fut édifiée sous la prélature de Mathieu de La Warenne (1496-1519). Les murs extérieurs sont constitués d'un soubassement à damiers en grès et silex, surmontés d'un mur en craie, avec des contreforts. Aux deux côtés du maître-autel les dais sont armoriés, à gauche avec les armes de l'abbaye de Saint-Josse et à droite les armes de Mathieu de La Warenne[114],[115].

À la fin du XVIIe siècle, un corps de bâtiment simple appelé « la basse église » est ajouté et sur la façade de la chapelle. À la suite de dégradations, l'architecte Émile Lavezzari établit, au milieu du XIXe siècle, les plans d'un nouvel édifice en briques avec un clocher en façade, en remplacement de la « basse église ».
Vers la fin du XIXe siècle, à l'extérieur des murs du chœur, apparaissent les premières « expressions votives » des marins sous forme de graffiti gravés.
Dans l'enfeu qui se situe dans le chœur, se trouve la châsse contenant les reliques de saint Josse. Un suaire venant d'Iran recouvrait celles-ci depuis plusieurs siècles, ce tissu se trouve depuis 1921, au musée du Louvre à Paris.
Une icône représentant saint Josse a été offerte le lundi de Pentecôte 2013 par le monastère orthodoxe de la très « Sainte Mère de Dieu de Pervijze » en Belgique, en reconnaissance du don d'une relique de saint Josse.
Le chœur de style gothique date du XVIe siècle. La nef et le clocher datent de la seconde moitié du XIXe siècle.

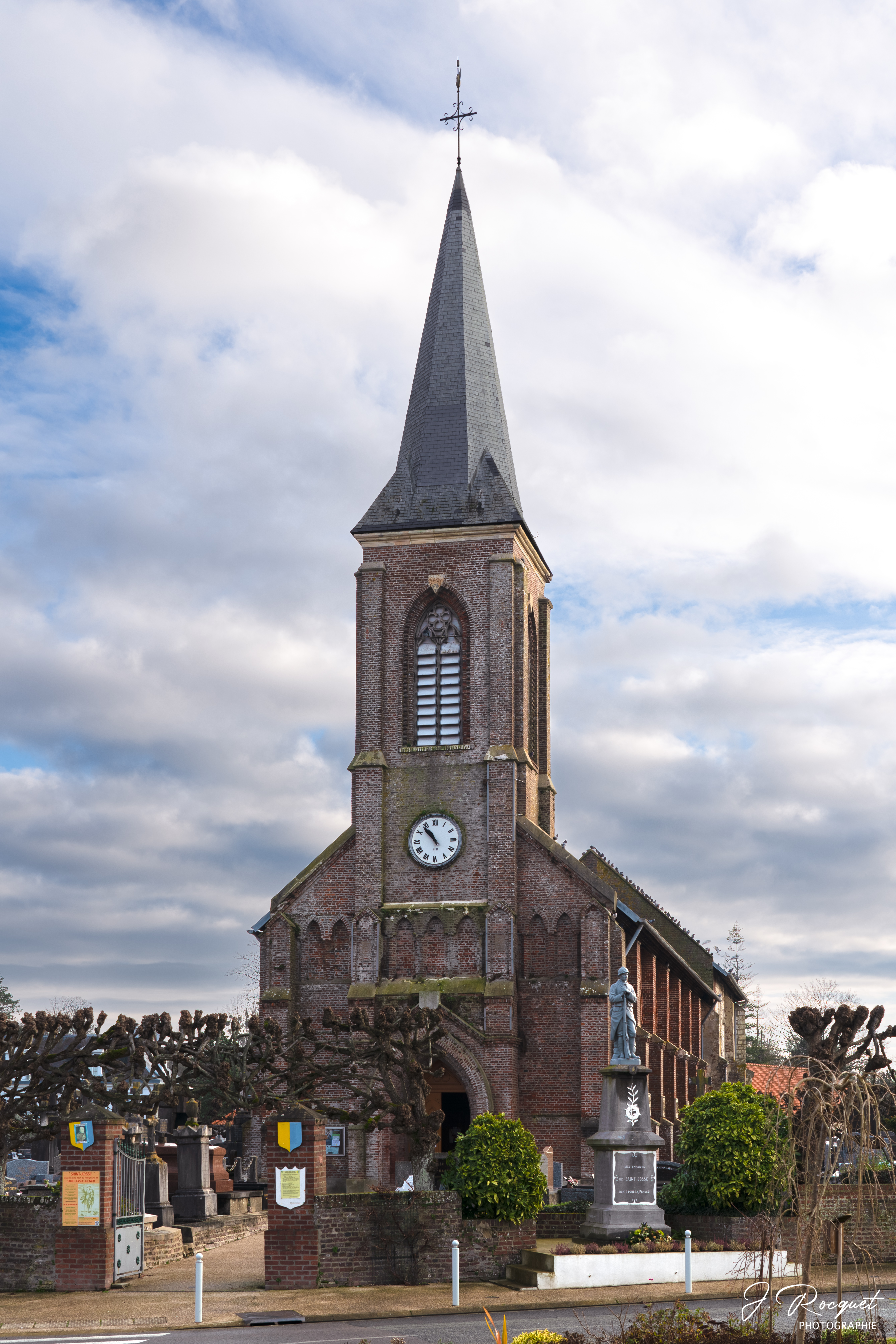
Vue ouest.
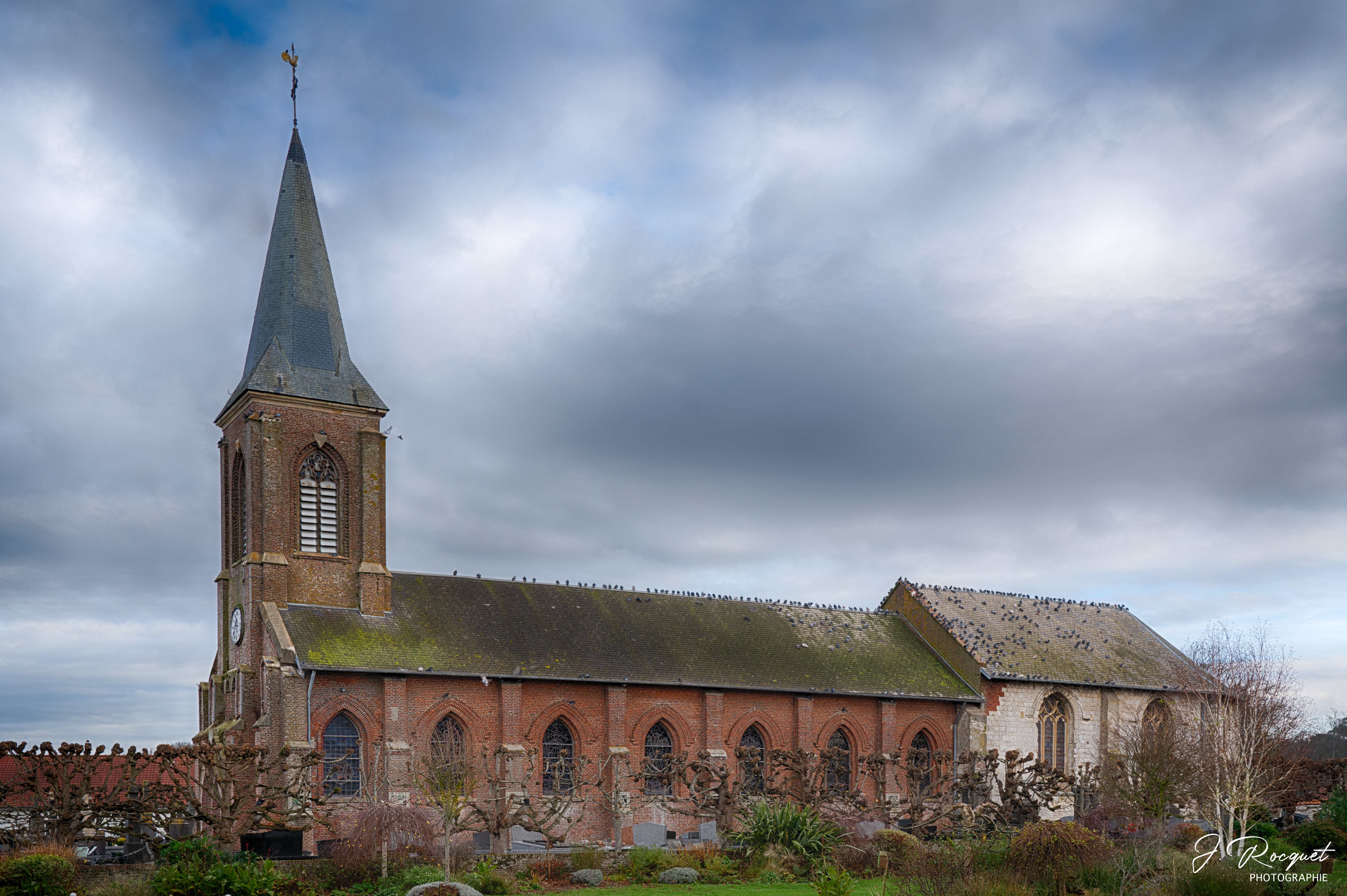
Vue sud.
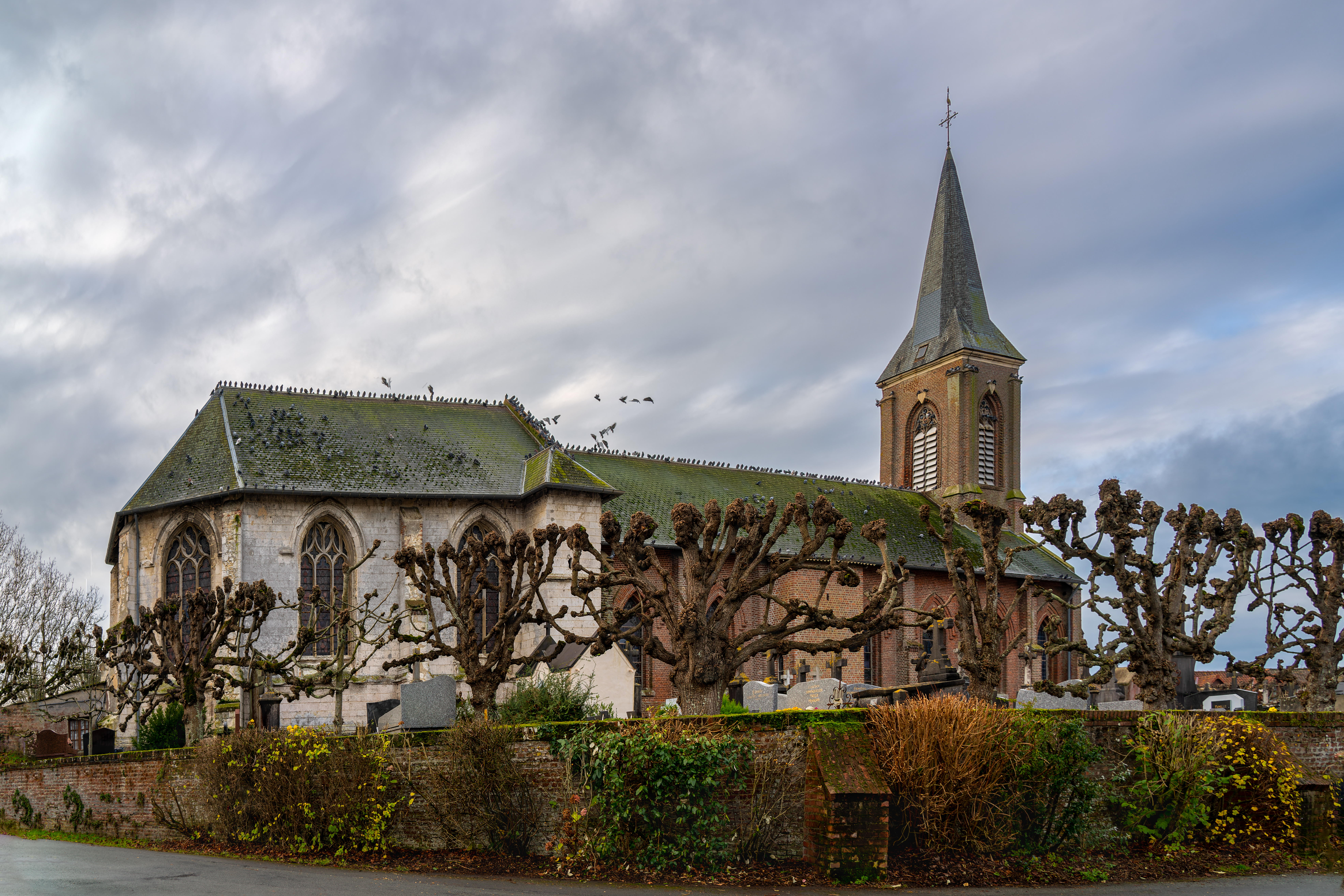
Vue nord-est.
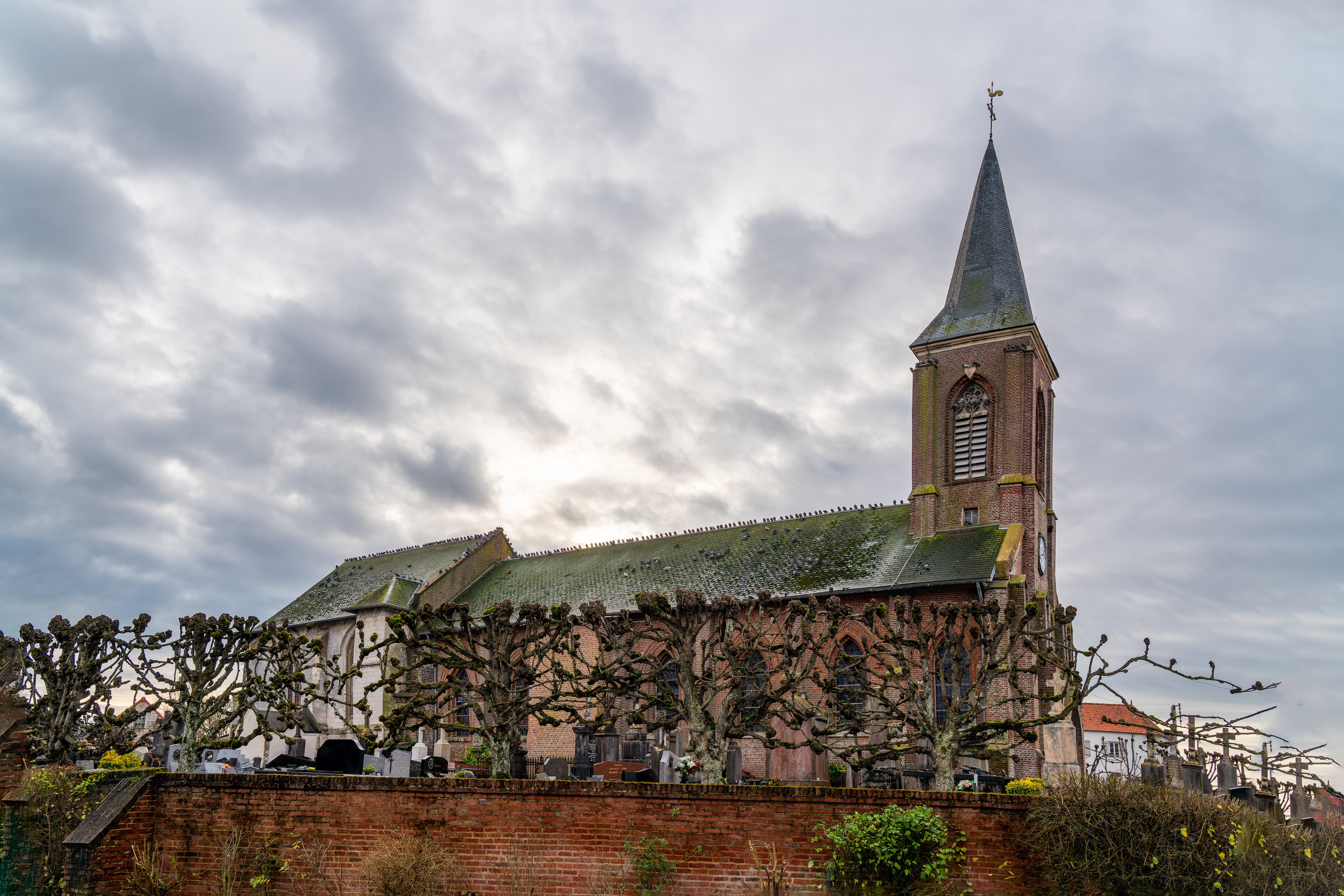
Vue nord.

Les monuments historiques ont classé plusieurs œuvres abritées dans l'église. Certaines d'entre-elles sont accessibles au regard des visiteurs. On y trouve notamment des statues de Saint Josse, une châsse surmontée d'une Vierge de Pitié, deux tableaux et deux bannières de procession en tapisserie.

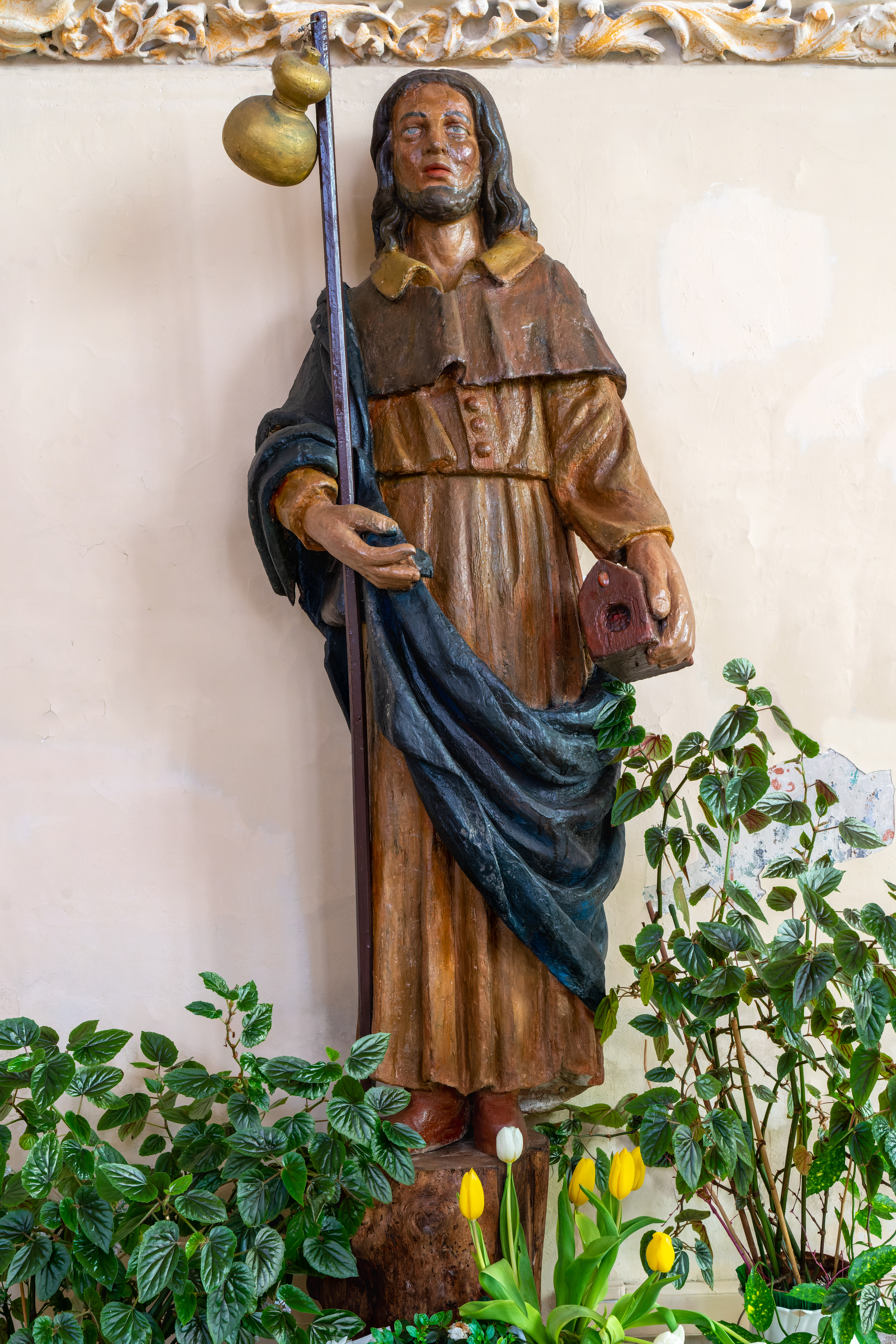
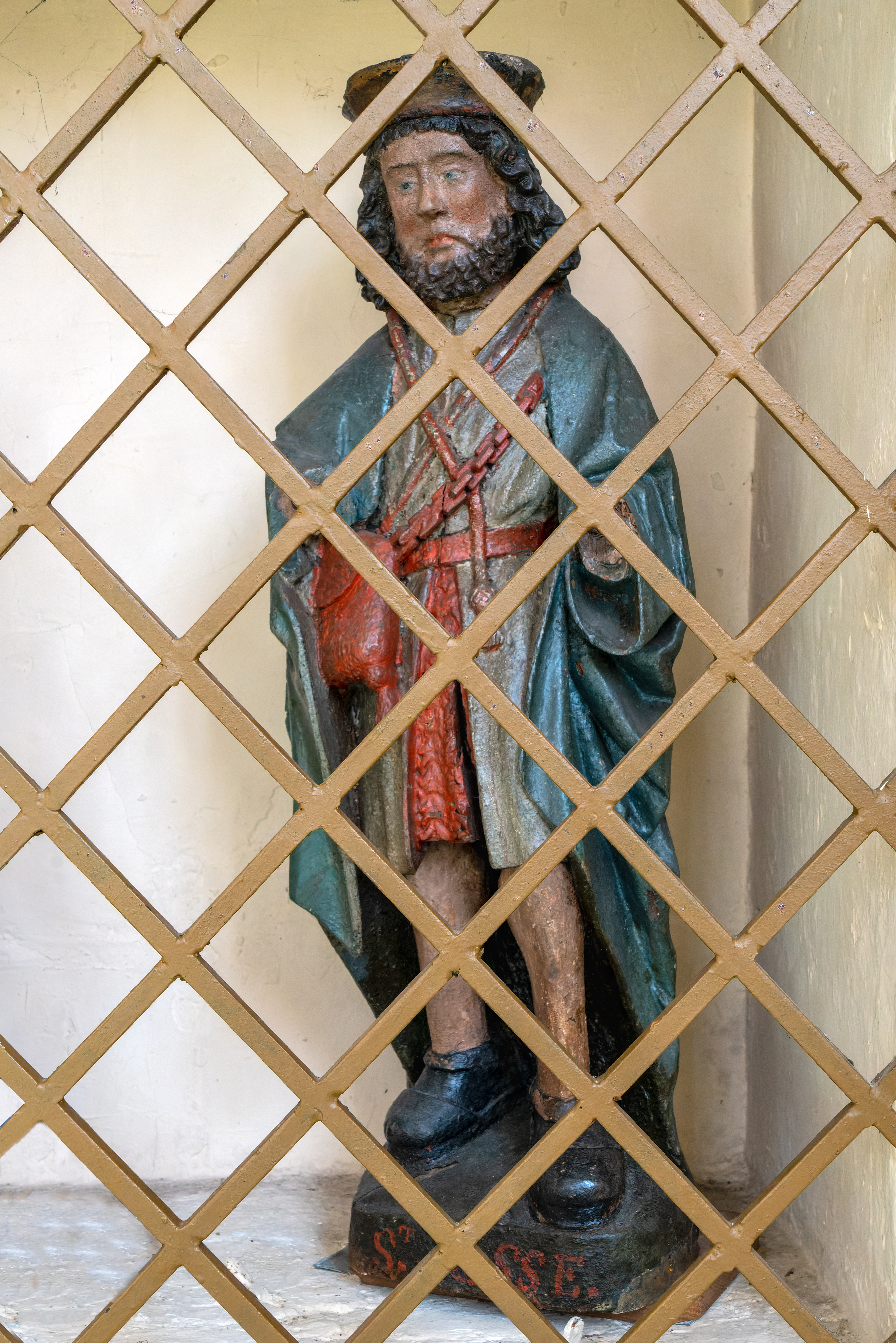
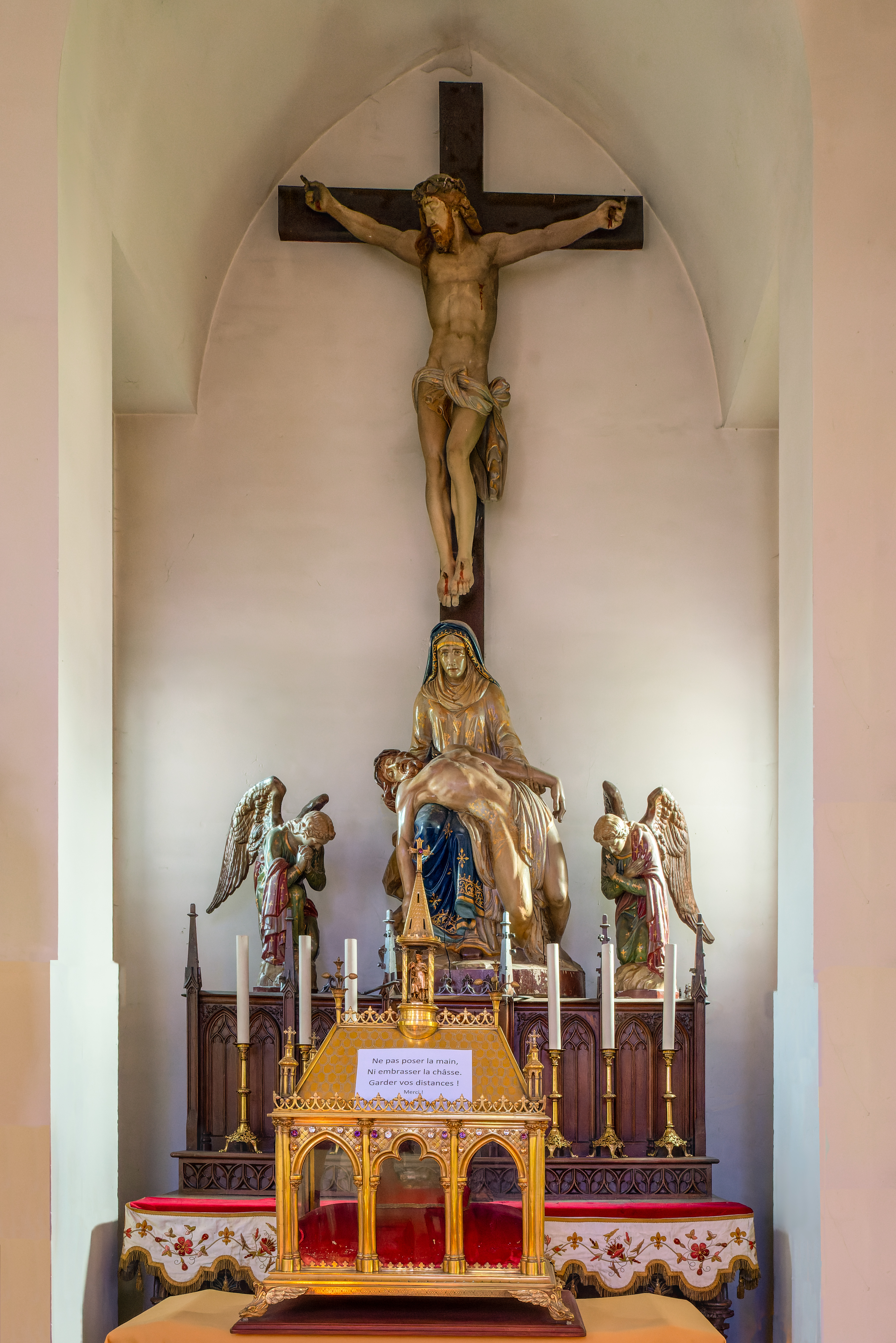
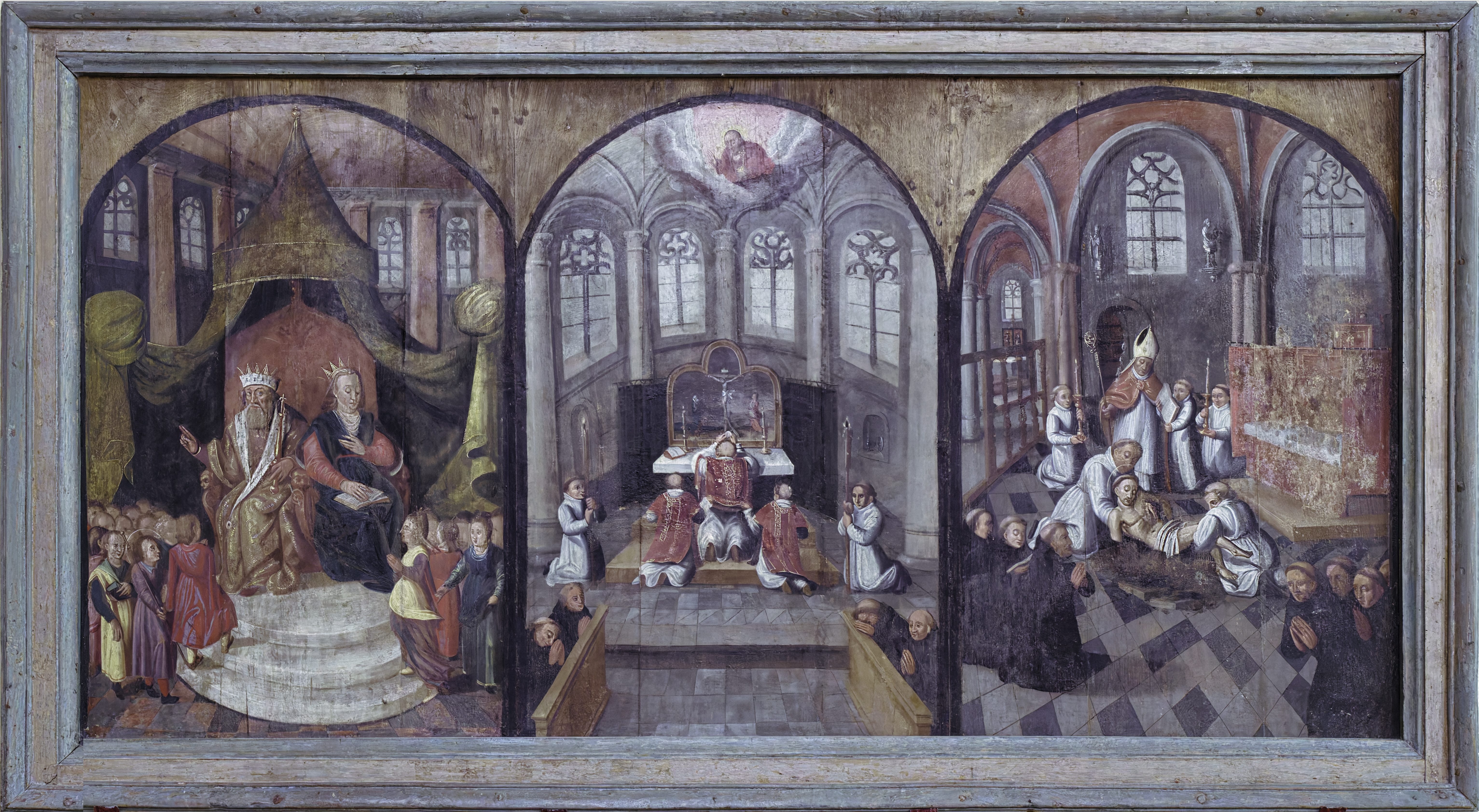
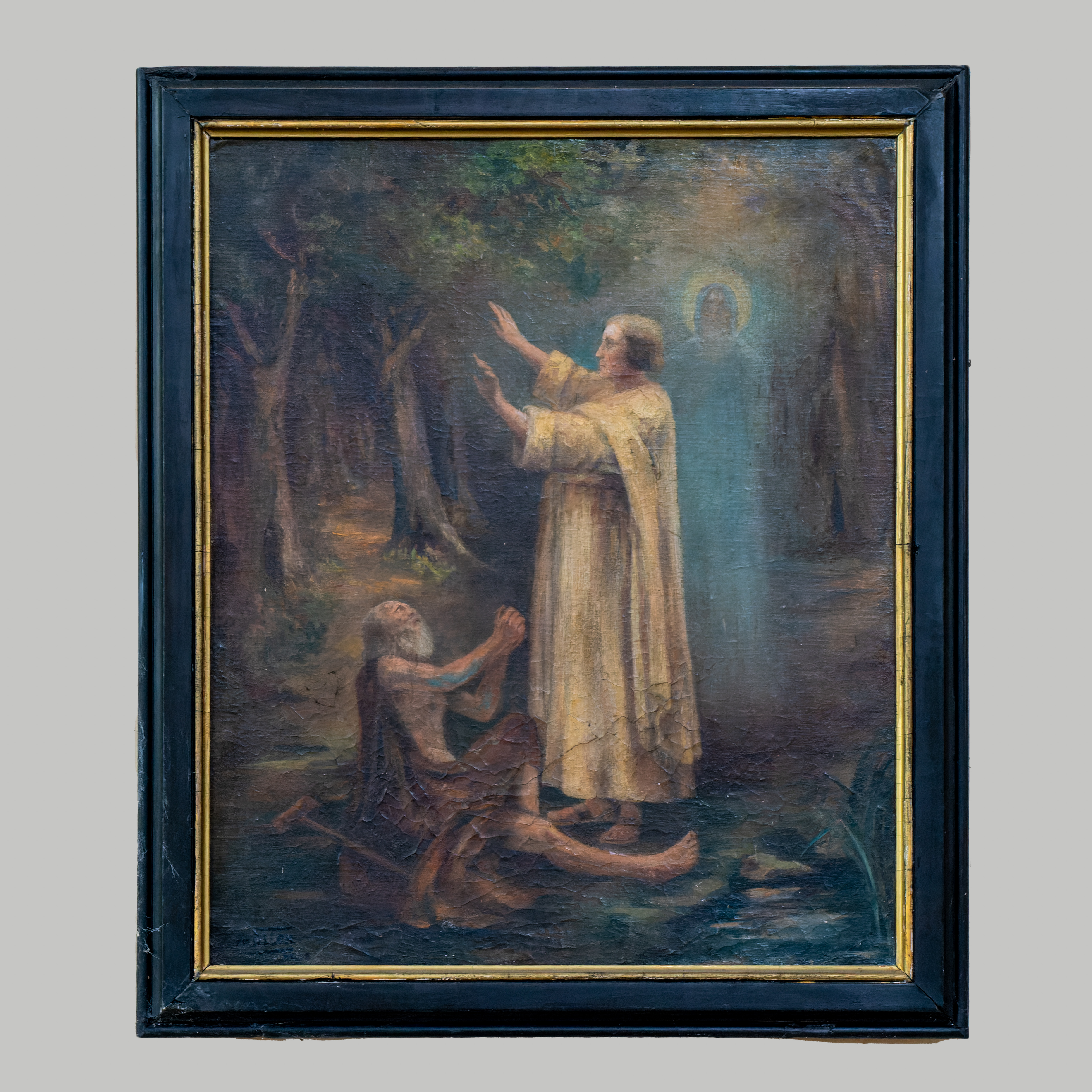
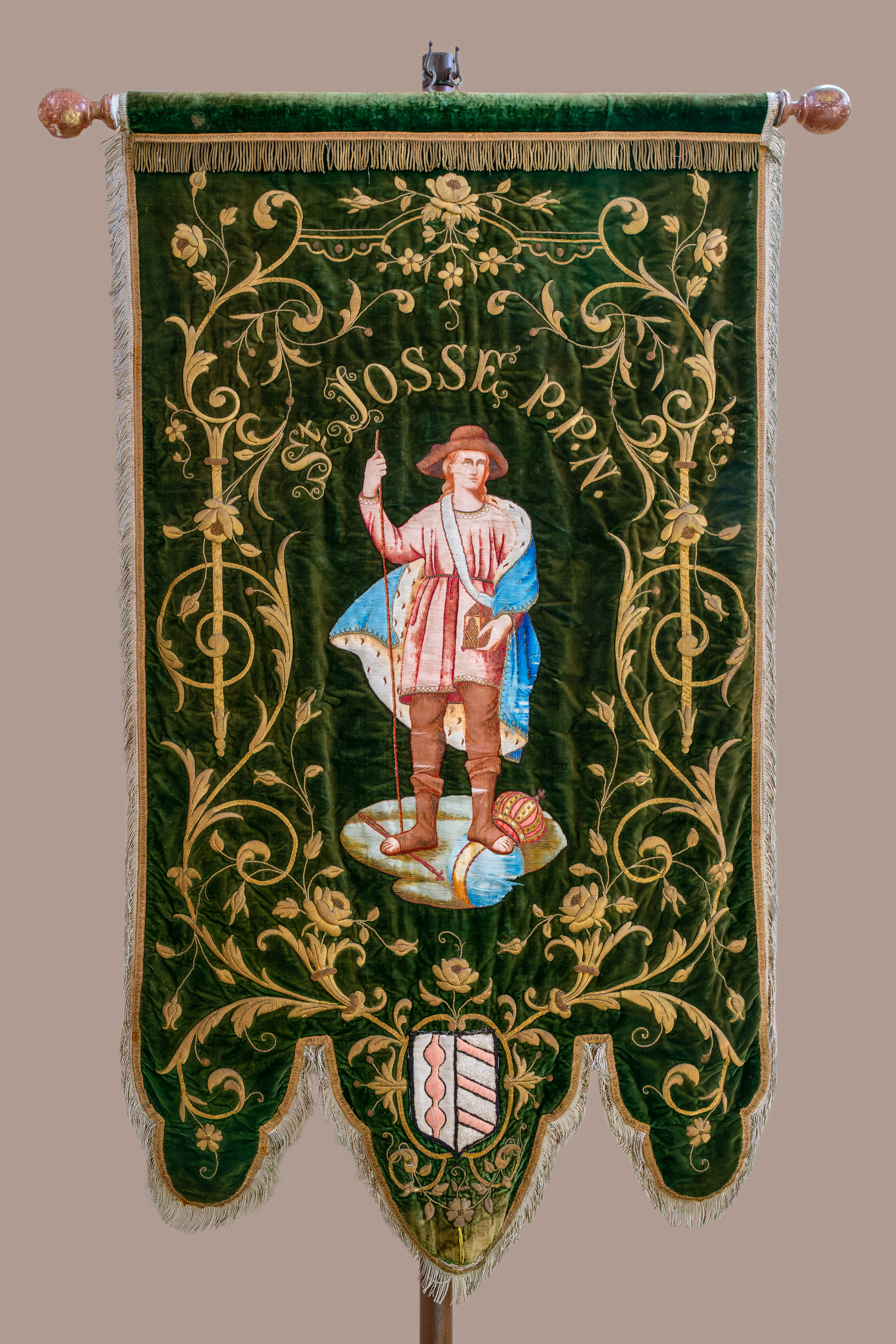
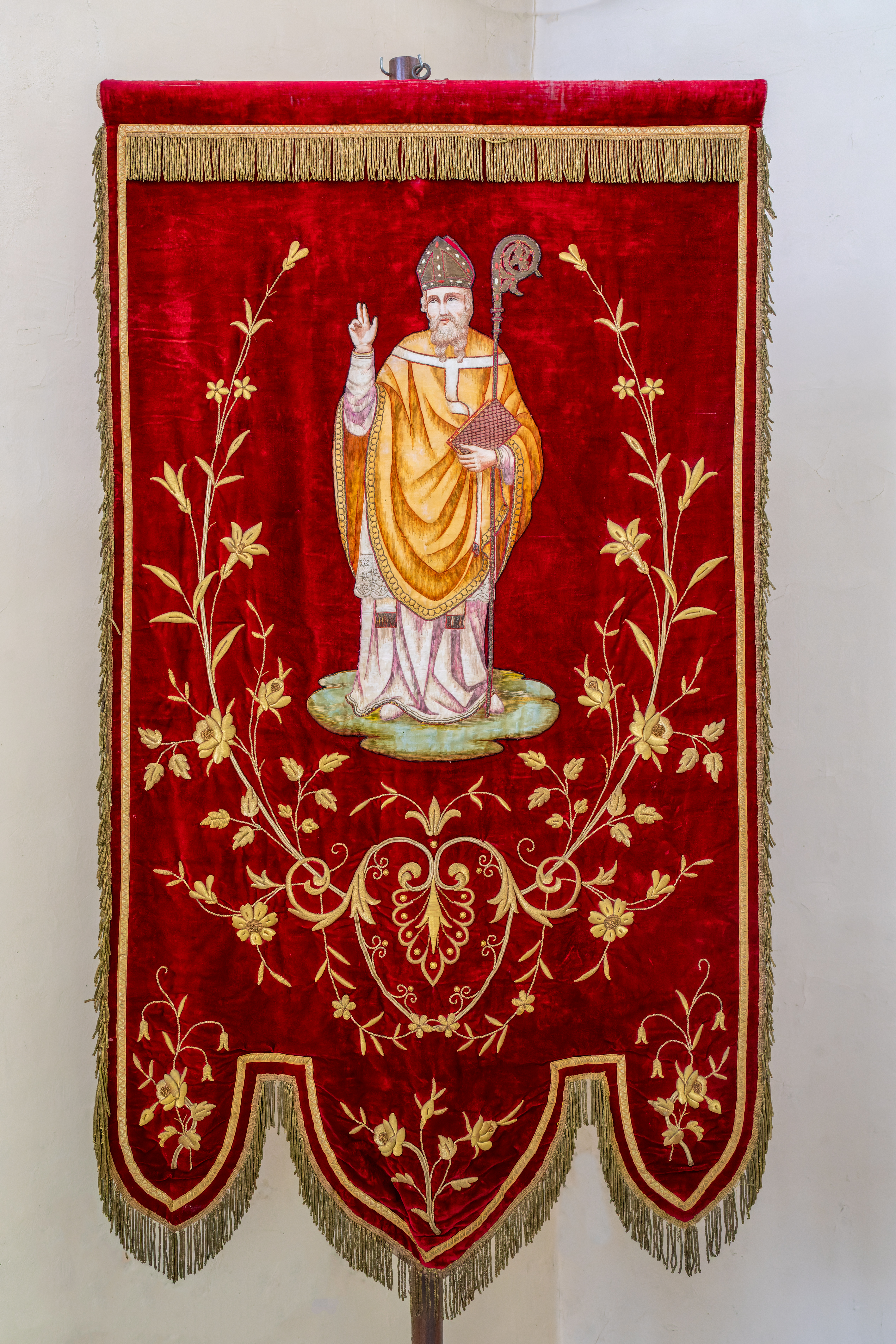

L'intérieur de l'édifice est éclairé par des vitraux de factures et d'époques différentes.
Dans la nef à la gauche en entrant se trouvent cinq vitraux réalisés en 1913 par Dreptin & Depienne à Lille

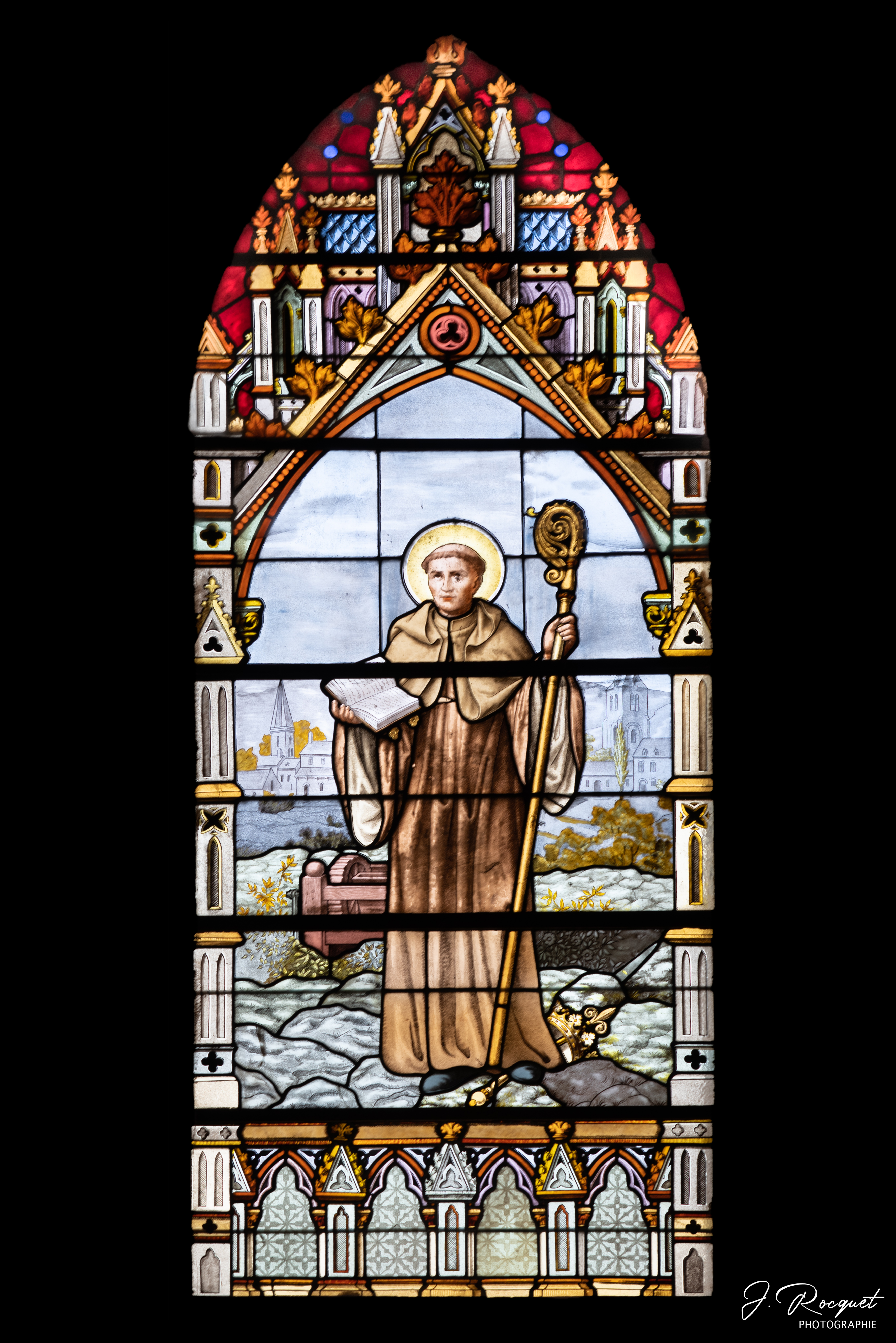
Saint Winoc patron des meuniers.
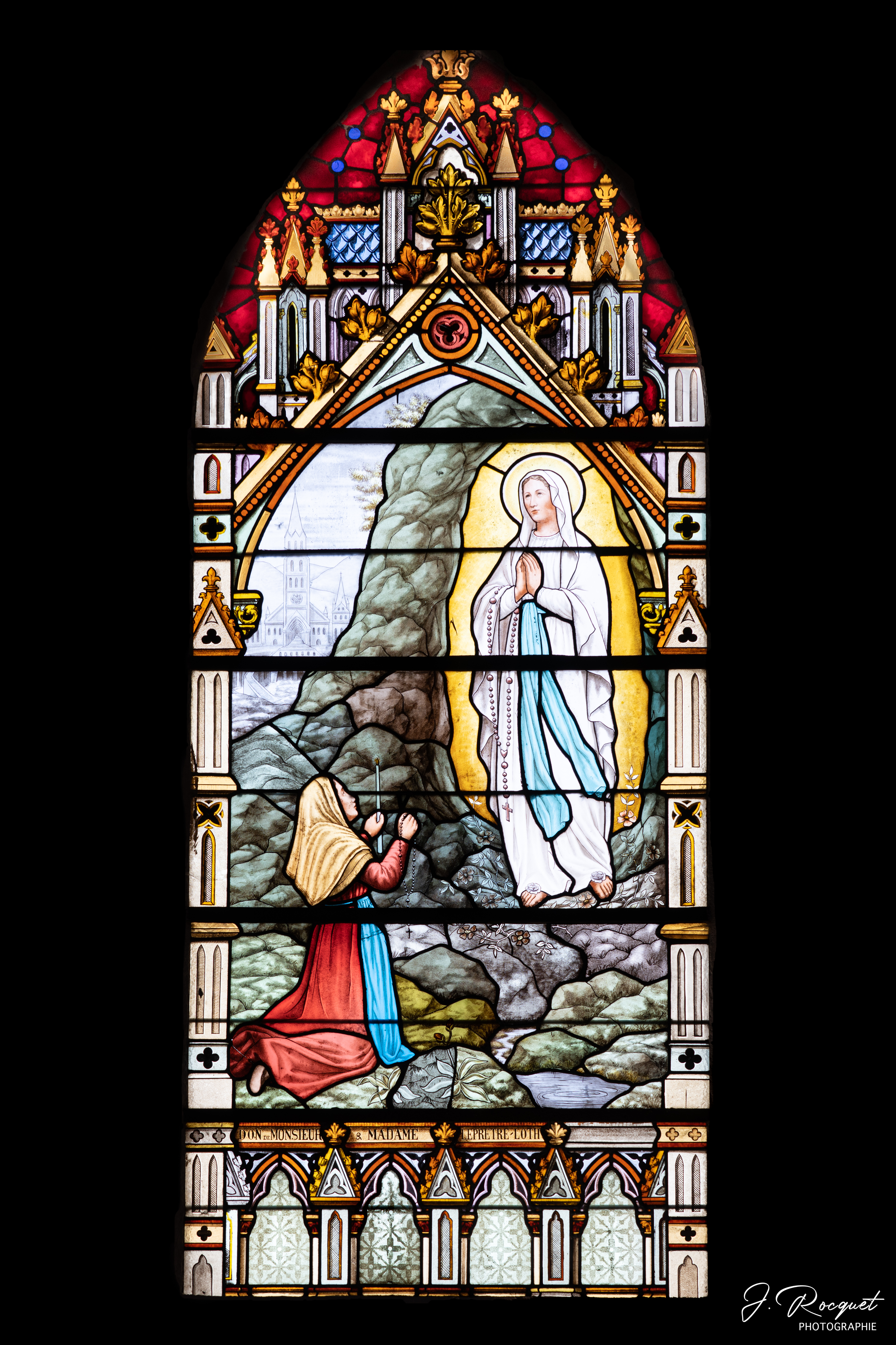
Notre-Dame de Lourdes.
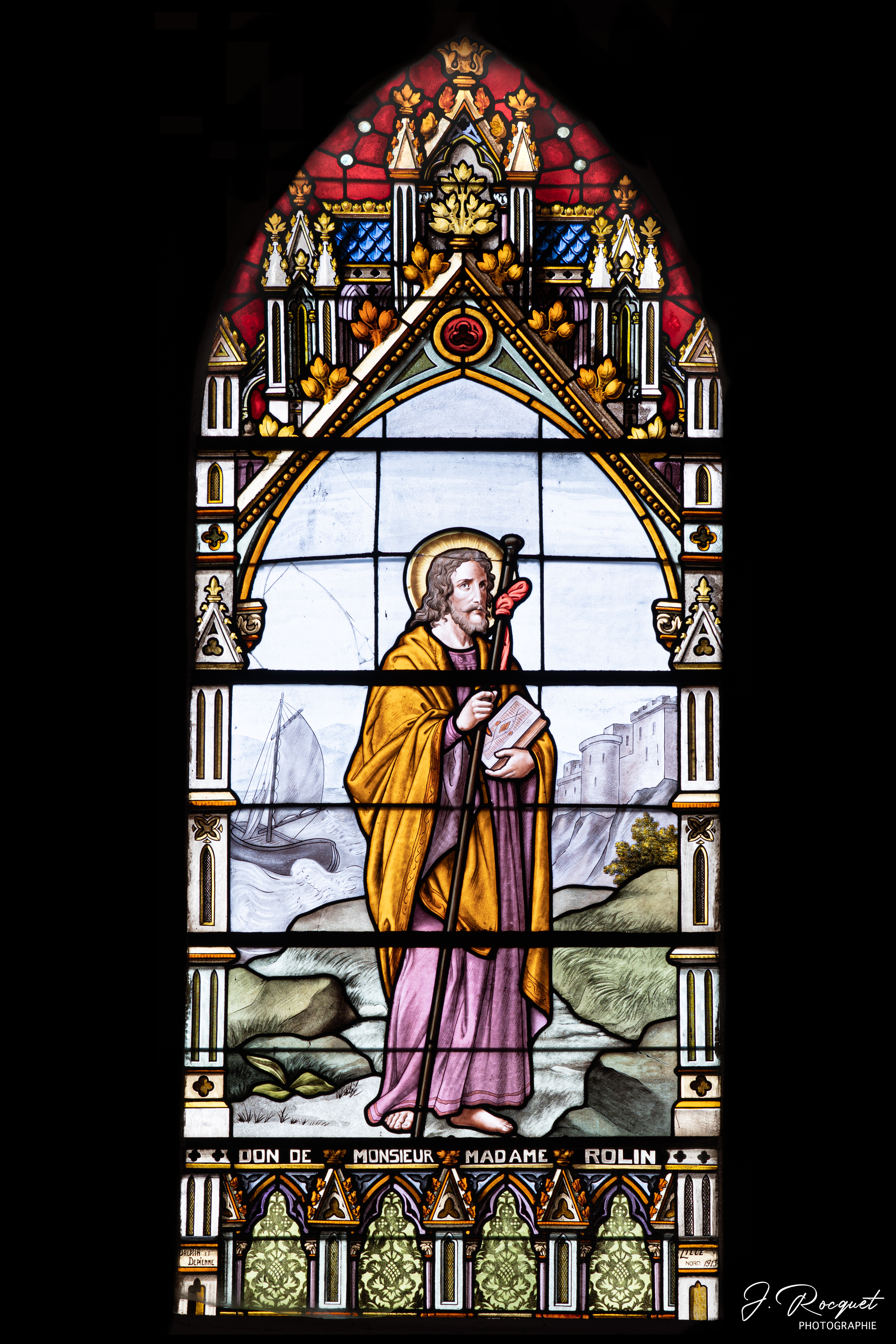
Saint Josse aux remparts de Montreuil-sur-Mer.
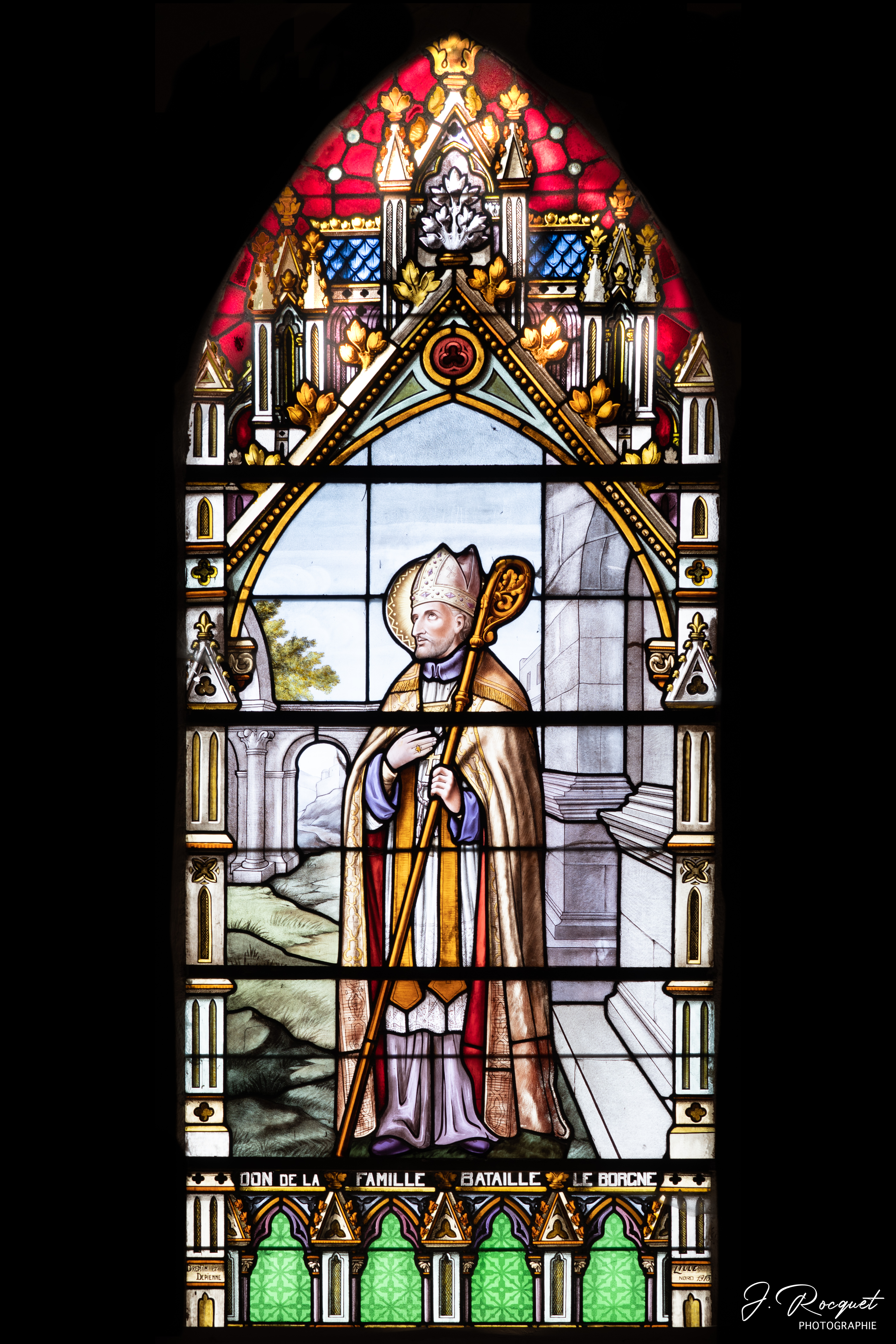
Abbé de l'abbaye de Saint-Josse.
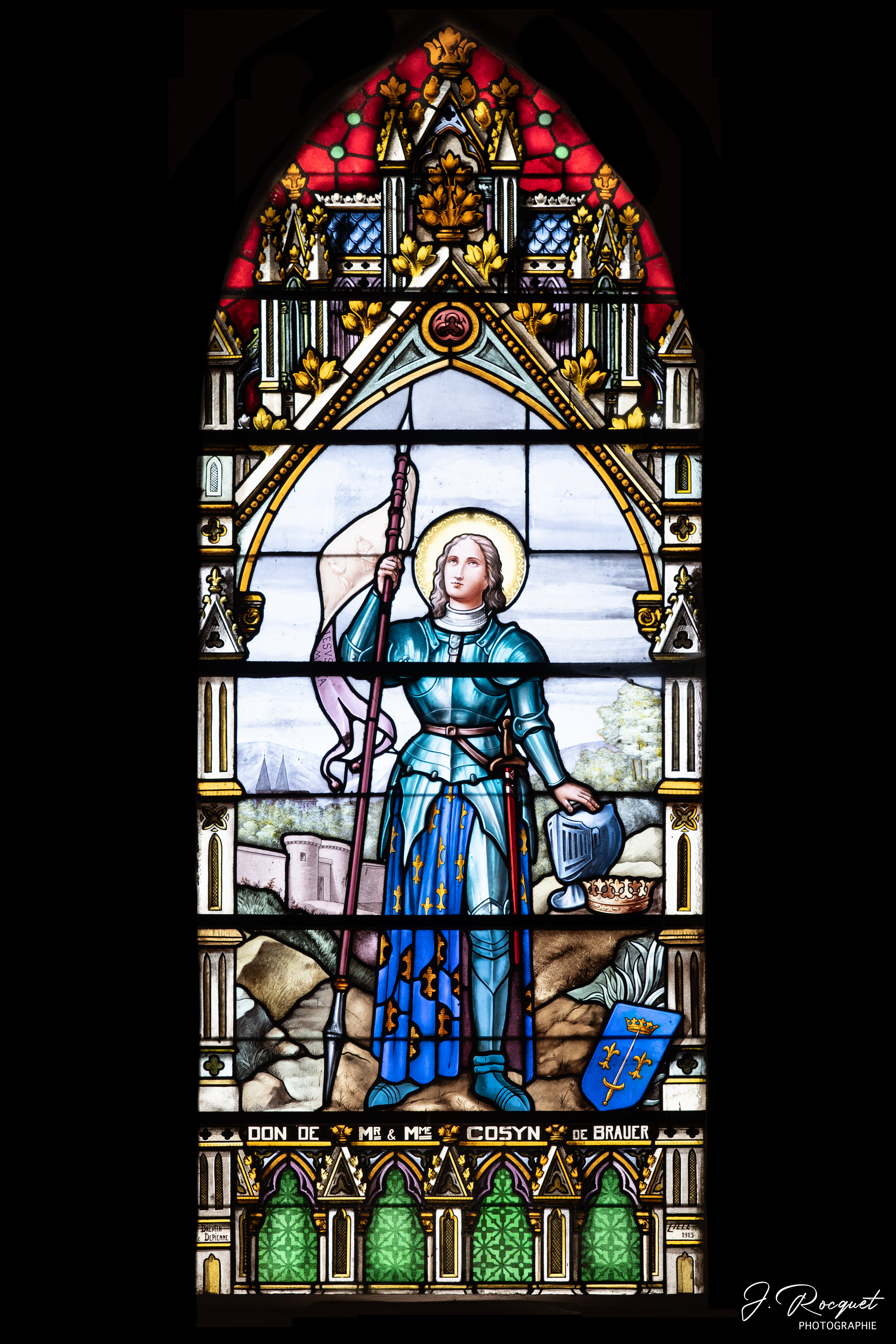
Sainte Jeanne d'Arc.

Dans le chœur se trouvent sept vitraux réalisés en 1868 par Gabriel Bazin au Mesnil-Saint-Firmin.
- Le vitrail central
Saint Josse.

Dans la nef à la droite en entrant se trouvent six vitraux réalisés en 1950 par Henry Lhotellier à Boulogne-sur-Mer.

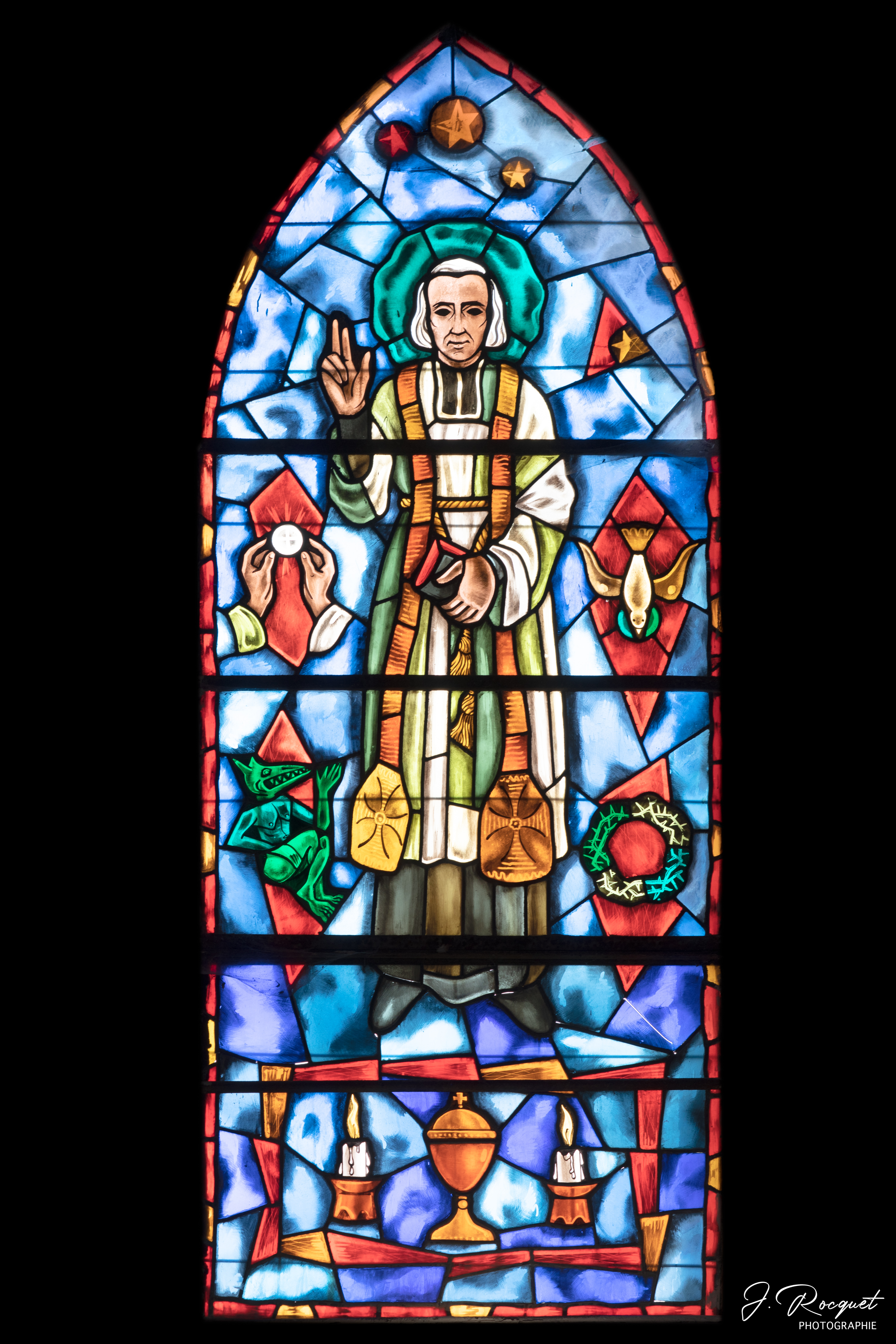
Saint curé d'Ars.
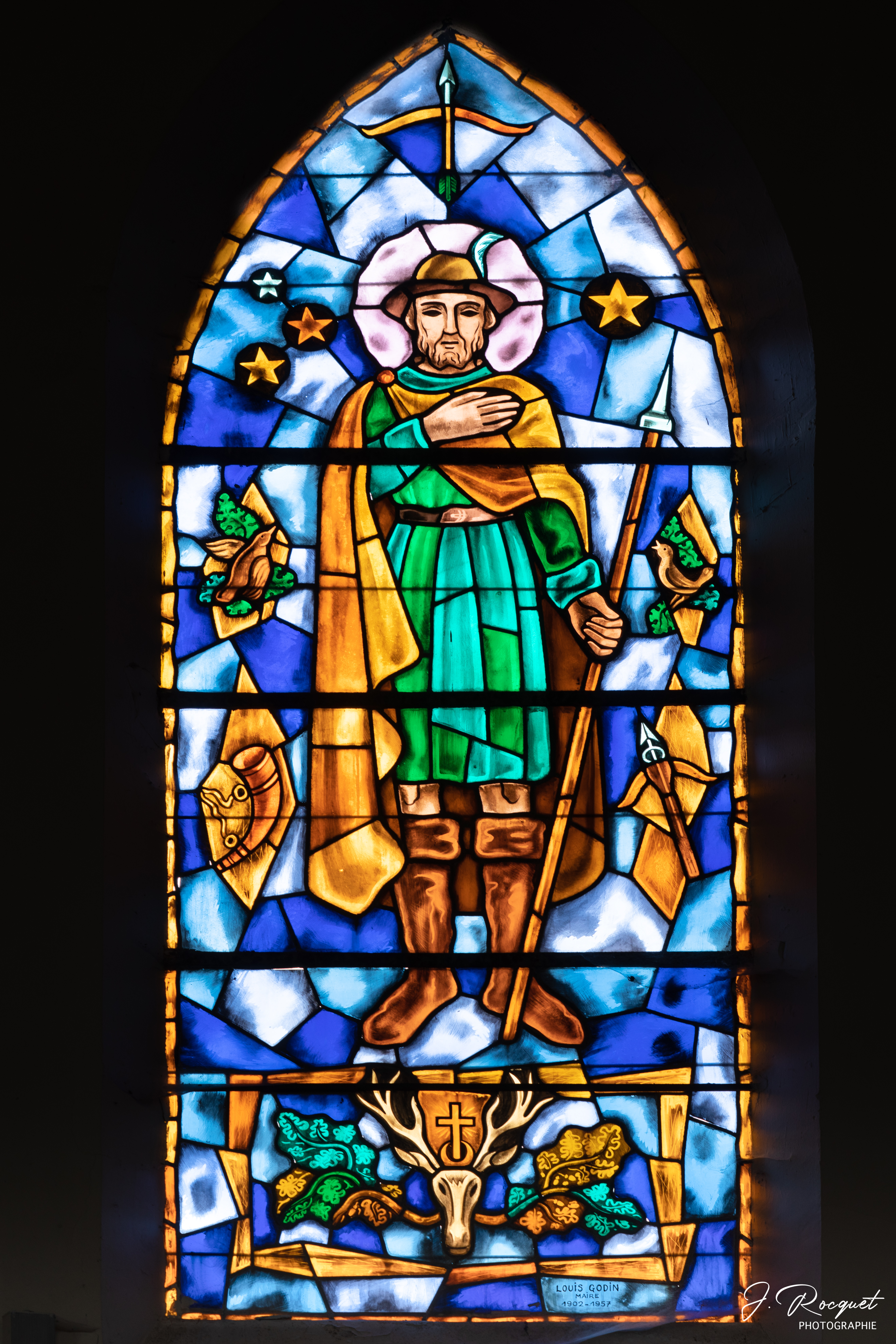
Saint Hubert.
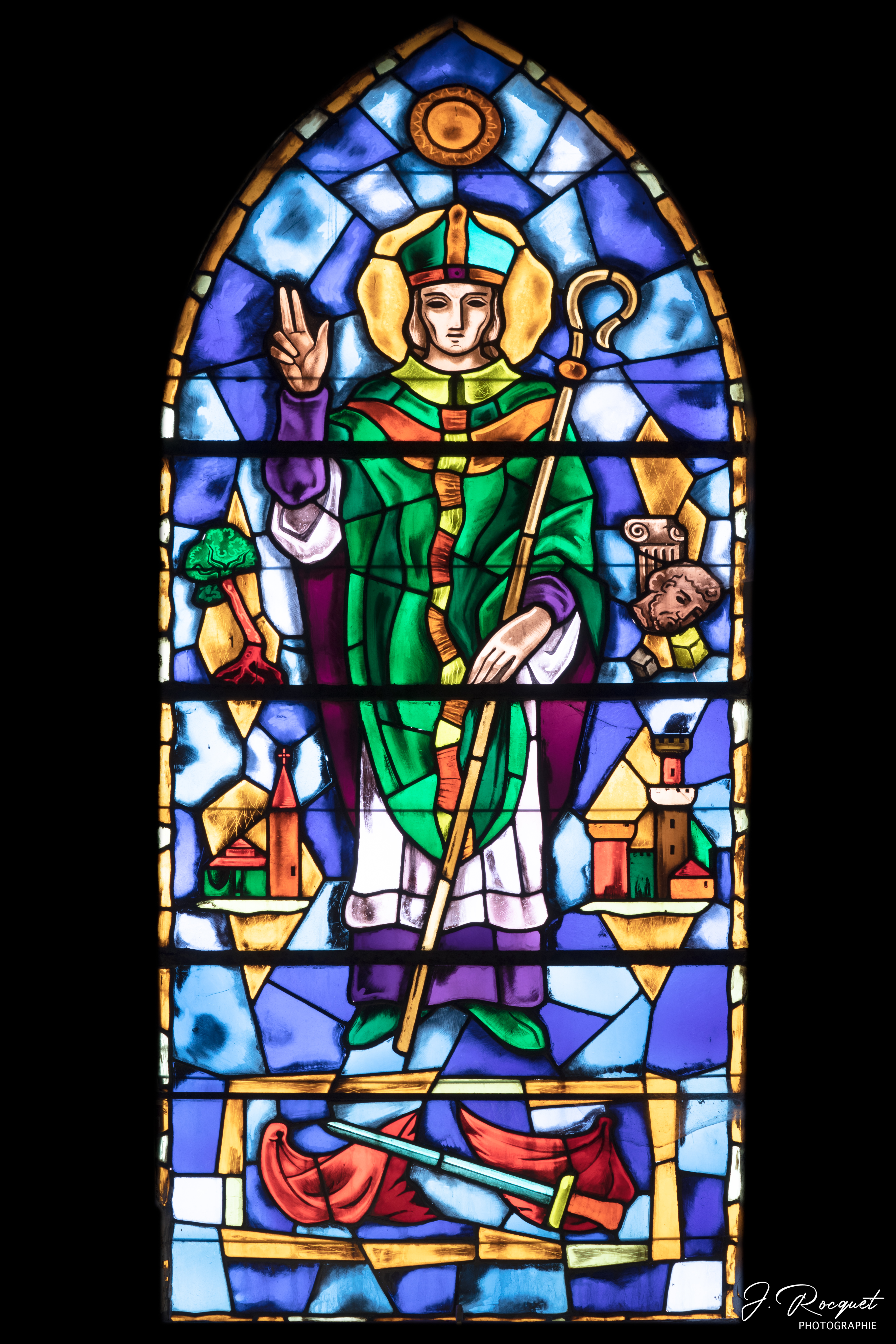
Saint Martin.
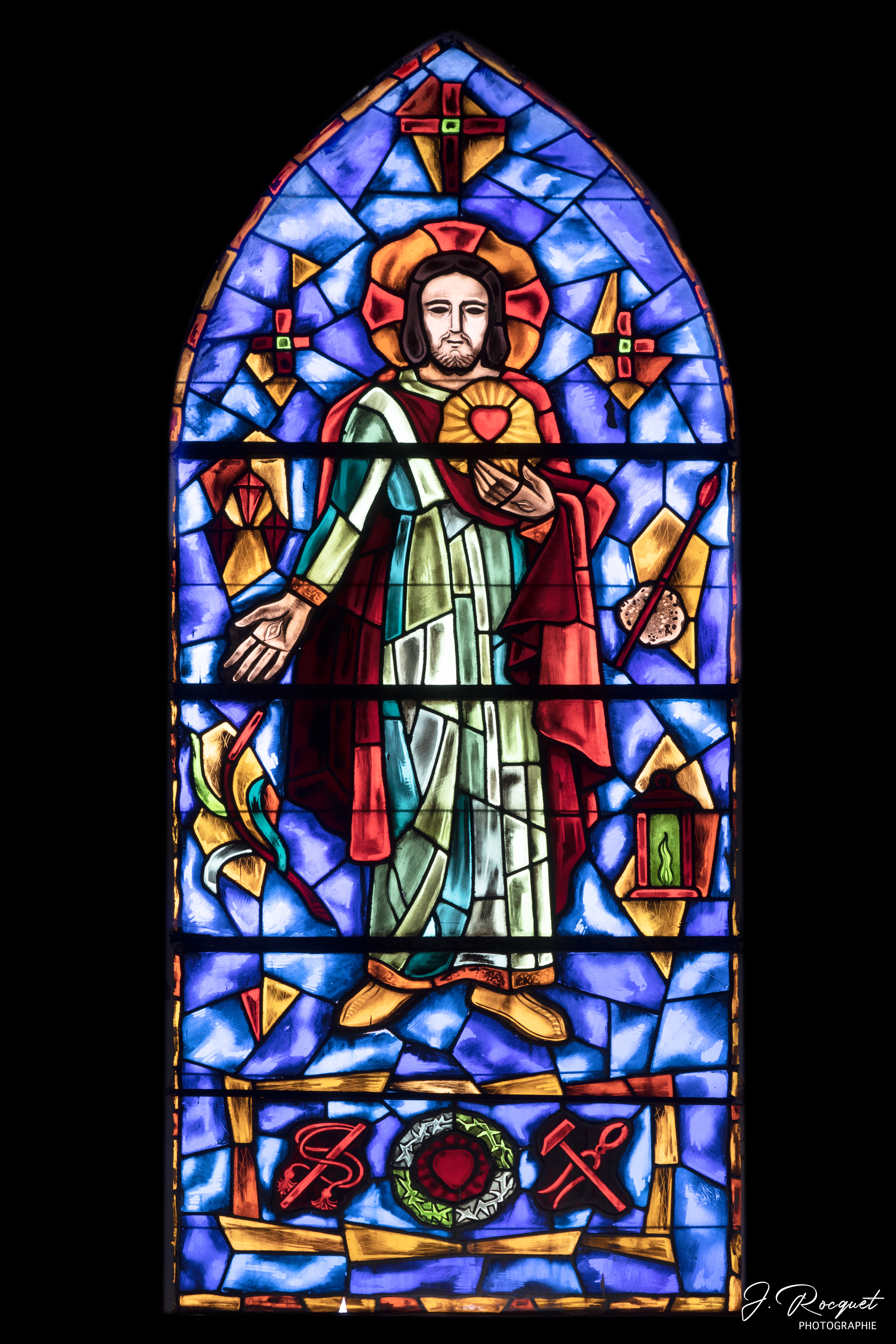
Les instruments de la passion du Christ.
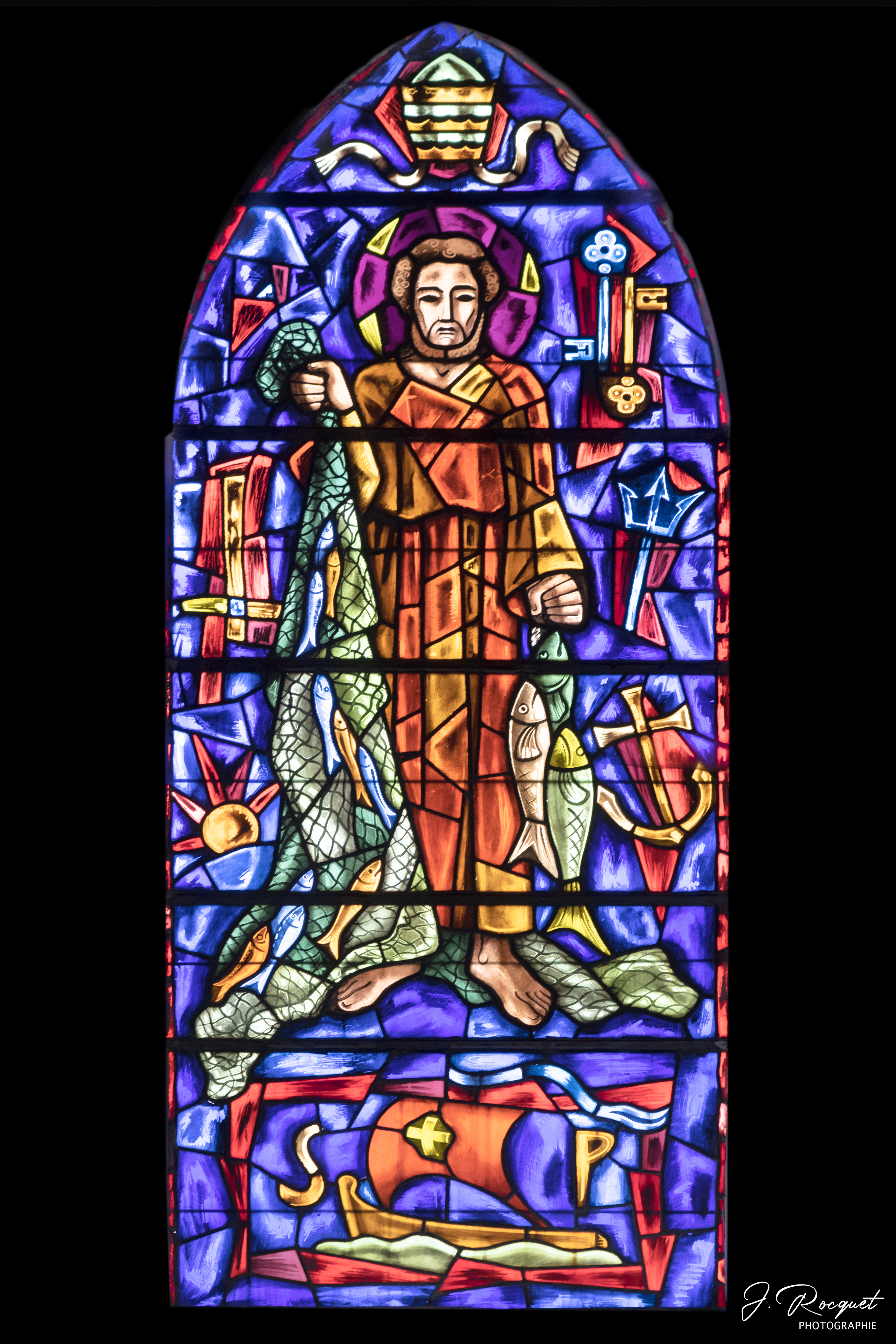
Saint Pierre. Patron de la paroisse.
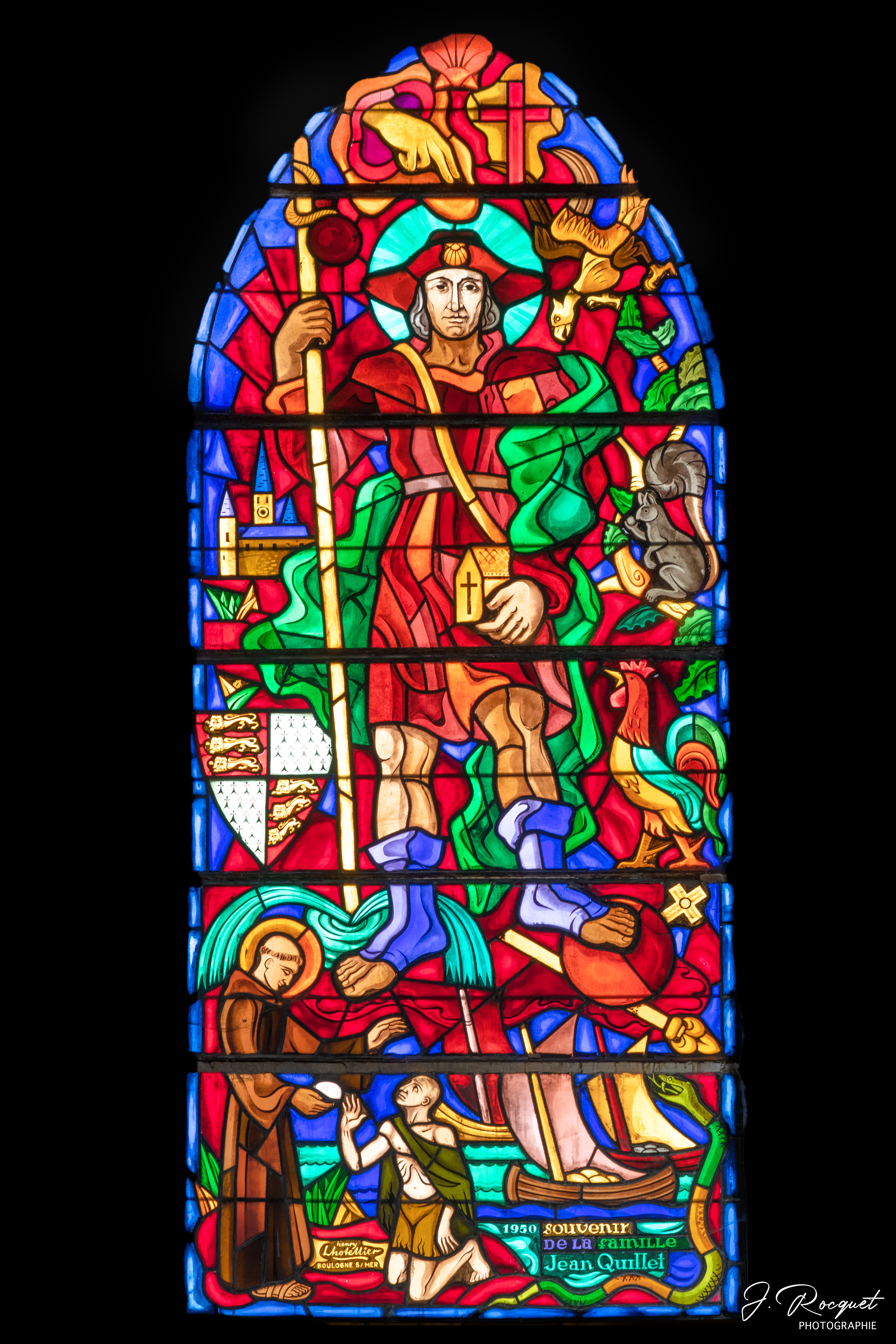
Saint Josse. Scène de la vie du saint.

- Le monument aux morts, inauguré le 10 avril 1921, est réalisé en granit de Belgique , surmonté du Poilu au repos, statue du sculpteur Étienne Camus. Le marbrier est Dechamps-Poulain de Montreuil-sur-Mer. Les conflits commémorés sont : 1914-1918, 1939-1945 et le Maroc (1912)[117],[118].

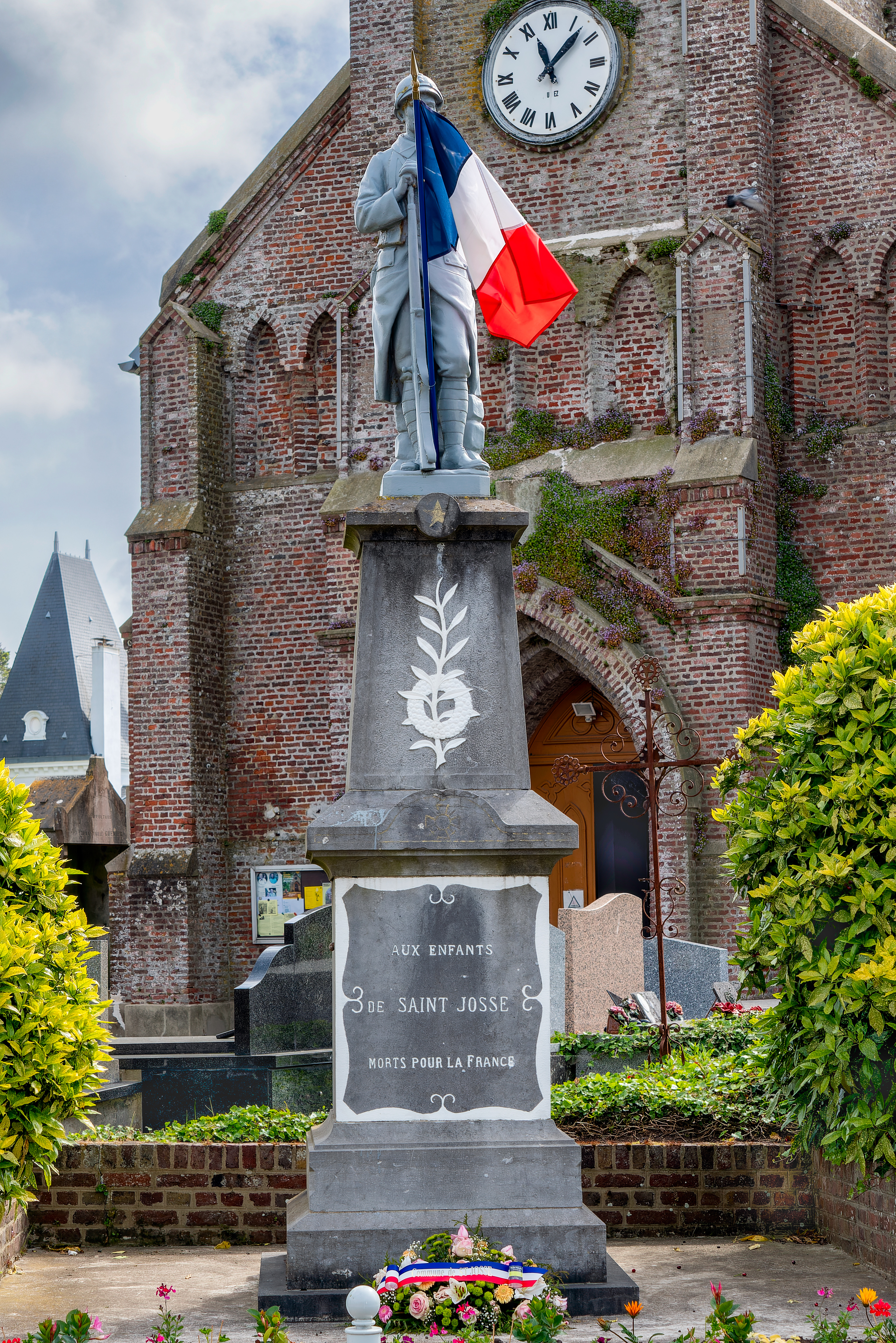
Le monument aux morts.

### Personnalités liées à la commune
- Saint Josse, roi de Bretagne, qui abdiqua son trône pour se consacrer à la vie monastique. Il est le fondateur de la ville de Saint-Josse.
- Harry Krimer, acteur et metteur en scène (1896-1991), y a vécu et y est mort.

### Héraldique
| Blason de Saint-Josse (Pas-de-Calais) | Blason  | Parti d'or à trois tourteaux de gueules rangés en pal et d'or à trois bandes d'azur. |
| Blason de Saint-Josse (Pas-de-Calais) | Détails | Association des armes des comtes de Boulogne à celles des comtes de Ponthieu, selon leur ancienne définition. D'après l'Armorial du Pas-de-Calais, les tourteaux symboliseraient les trois hameaux de Saint-Josse, et les trois bandes, les trois fleuves de la Somme, de l'Authie et de la Canche. |

## Pour approfondir

#### Bases de données, dictionnaires et encyclopédies
- Ressources relatives à la géographie :   - Insee (communes)
  - Ldh/EHESS/Cassini
- Ressource relative à plusieurs domaines :   - Annuaire du service public français
- Notices d'autorité :   - BnF (données)